# السياحة في البوسنة والهرسك
 يعد قطاع السياحة في البوسنة والهرسك قطاعا سريع النمو كما يشكل جزءا مهما في اقتصاد البلد. بيئة الأعمال السياحية في البلاد تتطور باستمرار كما أن أن الأنشطة الترويجية لها تتطور بشكل متزايد.
زاد عدد السياح الوافدين بمعدل 24٪ سنويا في الفترة ما بين 1995 و2000. يعود النمو القوي في أعداد السياح الوافدين إلى المنطقة الأوروبية للوافدين في عام 2007 إلى حد كبير إلى تطور القطاع في منطقة جنوب أوروبا ودول المتوسط في أوروبا (+ 7٪). على وجه الخصوص، كانت البوسنة والهرسك من بين أقوى القطاعات التي عرفت نموا، حيث وصل النمو إلى 20 ٪. في عام 2013، أبلغ المنتدى الاقتصادي العالمي في تقريره عن التنافسية في مجال السياحة والسفر أن البوسنة والهرسك كانت ثامن أمة في العالم تجاه السياح.
في عام 2015، تجاوزت البوسنة والهرسك عتبة المليون وافد واستمرت في النمو في عام 2016 مسجّلة 1.148.530 من السياح الوافدين (+ 11,6٪) وما مجموعه 2.376.743 إقامة ليلية (+ 10,9٪). 67,6٪ من السياح الوافدين و69٪ من الإقامات الليلية كانوا من دول أجنبية. وفقًا لتقديرات المنظمة العالمية للسياحة، سيكون للبوسنة والهرسك ثالث أعلى معدل نمو سياحي في العالم بين عامي 1995 و2020. كانت دول المصدر الرئيسية للسياح في عام 2016 هي كرواتيا (11٪ من الوافدين، 11,9٪ ليلة مبيت)، صربيا (8,9٪ من الوافدين، 8,4٪ من ليالي المبيت، تركيا (10,7٪ من الوافدين، 8,0٪ من الليالي)، سلوفينيا (6,5٪ من الوافدين، 6,0٪ من الليالي) وإيطاليا (5,4٪ من الوافدين، 6,5٪ من الليالي). علاوة على ذلك، تشير التقديرات إلى أن أكثر من مليون شخص يزورون ميوغوريه كل عام ولكن الغالبية العظمى منهم غير مسجلين من قبل أصحاب الإقامة.
سلسلة دليل السفر لونلي بلانيت، وضعت سراييفو في المرتبة 43 ضمن أفضل المدن في العالم،  وفي ديسمبر 2009 أدرجت سراييفو كواحدة من أفضل عشر مدن للزيارة في عام 2010. احتلت مدينة سراييفو المركز 43 أمام كل من دوبروفنيك رقم 59، ليوبليانا رقم 84، بليد في المرتبة 90، زغرب في المرتبة رقم 125، وبلغراد في المرتبة رقم 143، مما جعل سراييفو ثاني أفضل مدينة في شبه جزيرة البلقان خلف أثينا، عاصمة اليونان.
تركز السياحة في سراييفو بشكل أساسي على الجوانب التاريخية والدينية والثقافية للمدينة. في السنوات الاخيرة،   جعلت الاستثمارات مدينة التسوق كذلك، مع عرض محترم في التسوق بالتجزئة.   استضافت الألعاب الأولمبية الشتوية لعام 1984، والتي، في ذلك الوقت، كانت أكبر الألعاب الشتوية على الإطلاق (من حيث الرياضيين ووسائل الإعلام).
تستعيد البوسنة سمعتها كوجهة مفضلة للتزلج، وذلك بتواجد منتجعات تزلج جبلية اأولمبية مثل بيلاسنيكا، إيغمان وياهورينا.
في عام 2017، زار ما مجموعه 1,307,319 سائح البوسنة والهرسك، بزيادة قدرها 13.7٪، و2،677125 ليلة مبيت، بزيادة قدرها 12.3 ٪ عن سنة 2016. أيضا، أتى 71.5٪ من السياح من دول أجنبية.
في عام 2018، زار 1.883.772 سائح البوسنة والهرسك، بزيادة قدرها 44,1٪، و3.843.484 ليلة مبيت، بزيادة قدرها 43.5٪ عن 2017. أيضا، أتى 71.2 ٪ من السياح من دول أجنبية.

## الاقتصاد والسياحة

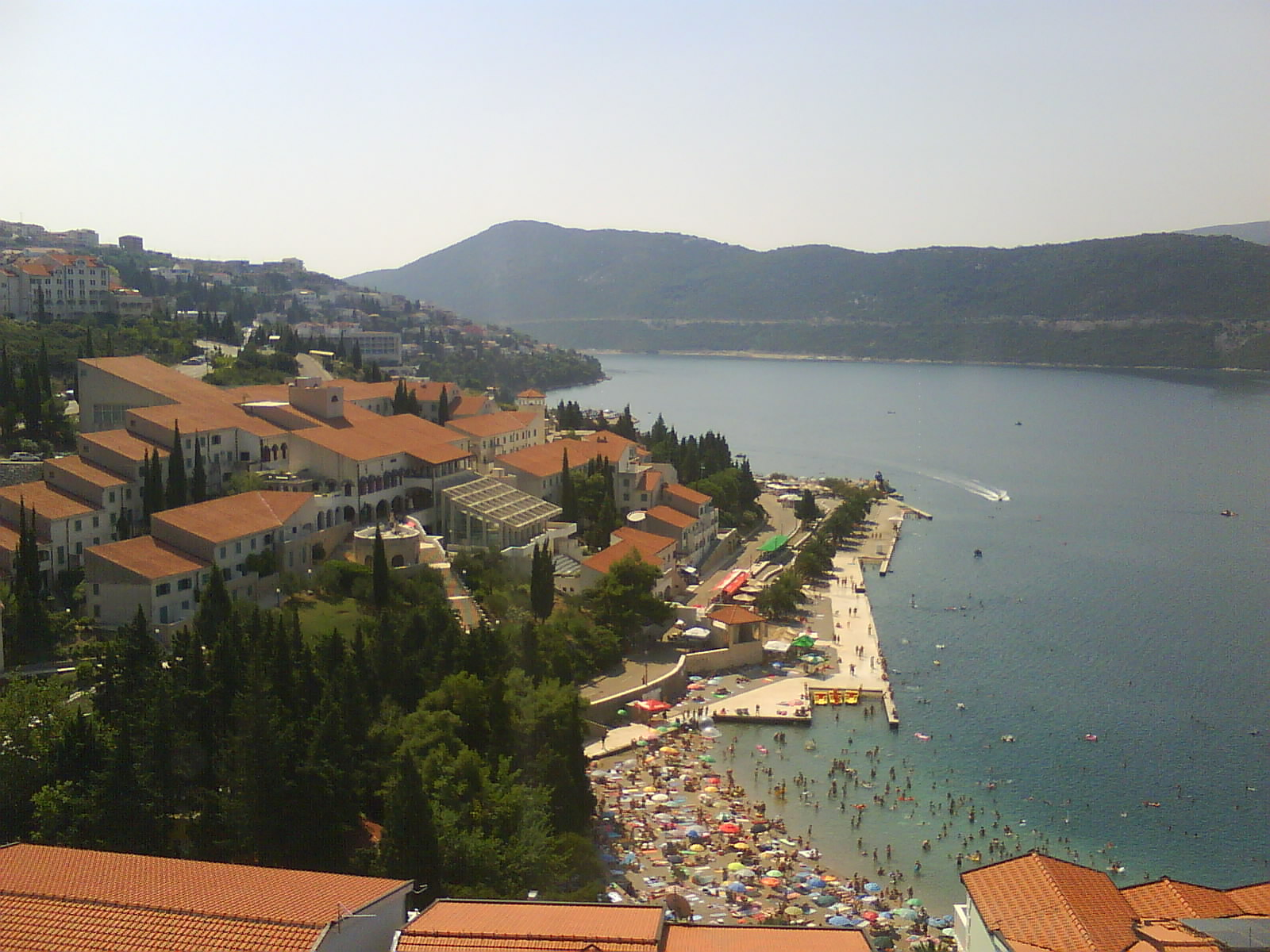
نيوم على ساحل البحر الادرياتيكي للبوسنة والهرسك

السياحة أصبحت مساهما كبيرا في الاقتصاد البوسني. ونتيجة لذلك، تمتلك البوسنة والهرسك الآن صناعة سياحية واسعة وقطاع خدمات سريع النمو بفضل النمو السنوي القوي في عدد السياح الوافدين. تستفيد البلاد أيضًا من كونها وجهة صيفية وشتوية، أي استمرار النشاط السياحي على مدار العام.
كونها دولة جبلية في الغالب، تعد البوسنة والهرسك من أفضل الأماكن لقضاء عطلات التزلج في أوروبا.
في مارس 2012، فازت سراييفو بمسابقة «أفضل مدينة تزورها» على مدونة السفر فوكسنوماد (بالإنجليزية: Foxnomad)‏، متغلبة على أكثر من مائة مدينة حول العالم.
في الآونة الأخيرة، شهدت مدينة فيسوكو زيادة مذهلة في عدد السياح الوافدين بفضل الاكتشاف المزعوم للأهرامات البوسنية، حيث اجتذبت أكثر من 10,000 سائح في عطلة نهاية الأسبوع الأولى من يونيو 2006.
أصبحت ميديوغوريه واحدة من أكثر مواقع الحج شعبية للكاثوليك  (وأشخاص من أتباع الديانات الأخرى) في العالم وتحولت إلى ثالث مكان ديني في أوروبا، حيث يزورها أكثر من مليون شخص كل عام. تشير التقديرات إلى أن 30 مليون حاج قد أتوا إلى ميديوغوريه منذ عام  1981.
تميز بلدة نيوم المطلة على ساحل البحر الأدرياتيكي بالتلال شديدة الانحدار، والشواطئ الرملية، وتواجد العديد من الفنادق السياحية الكبيرة. الأسعار في البلدة أقل مما هي عليه في كرواتيا المجاورة، ما يجعلها أكثر شعبية لدى المتسوقين. السياحة والتجارة هي المساهم الرئيسي في اقتصاد المنطقة. السياحة في نيوم نشطة في الغالب في المنطقة الساحلية. المنطقة الداخلية للبلدة غنية بالآثار التاريخية والمناطق الطبيعية التي وفرت البيئة الملائمة لتطوير السياحة الزراعية.

أصبحت البوسنة من الوجهات المفضلة لدى مواطني دول الخليج من شرق الجزيرة العربية.

## الجذب السياحي

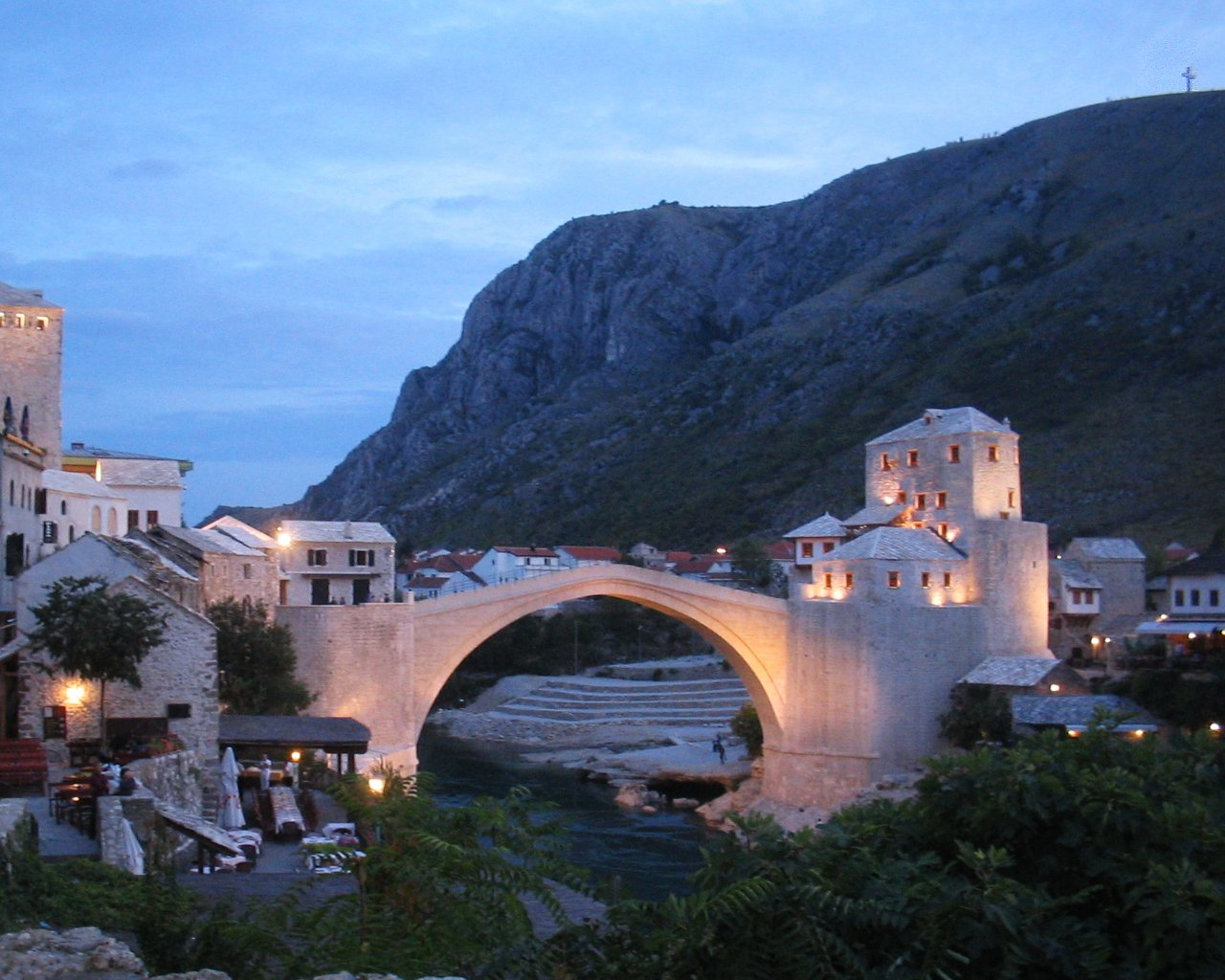
ستاري موست في موستار، أحد مواقع التراث العالمي لليونسكو

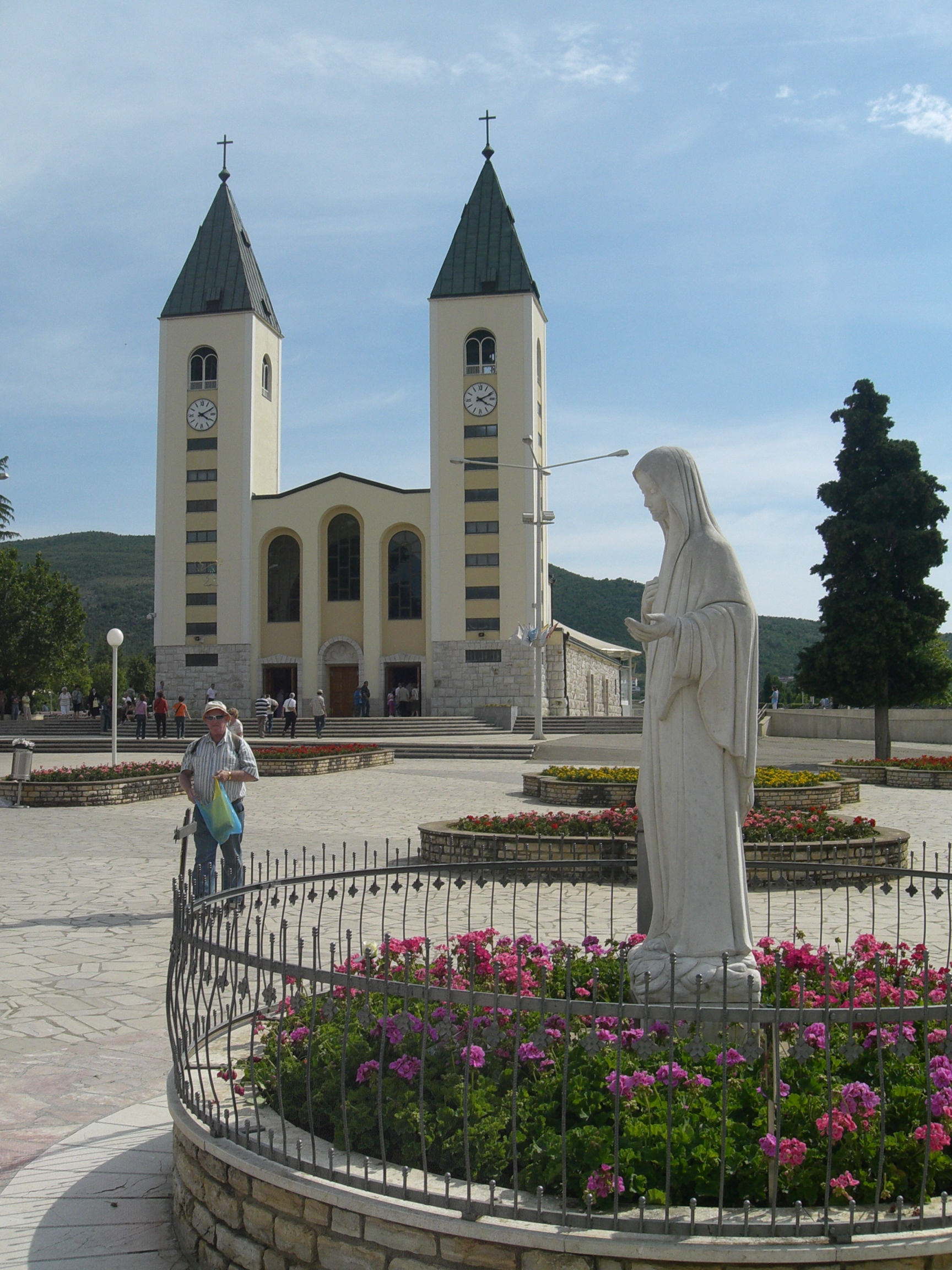
ضريح مريان للسيدة ميديوغوريه هو واحد من أكبر مناطق الجذب السياحي في البوسنة والهرسك.

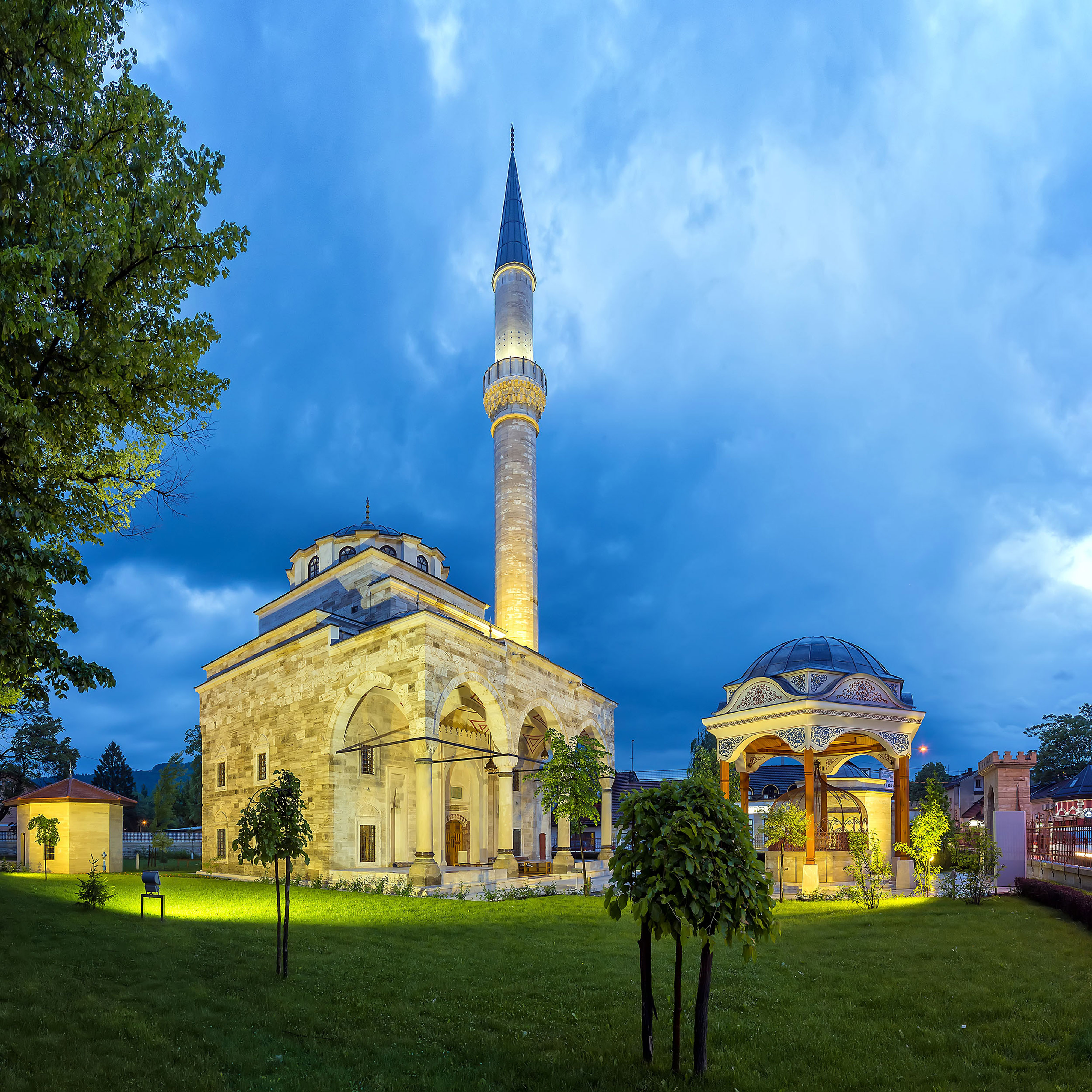
مسجد فرحات باشا في بانيا لوكا، أحد مواقع اليونسكو إلى أن تم تدميره عام 1993. أعيد بناؤه وافتتح مرة أخرى في عام 2016.

ذكرت وزارة السياحة في البوسنة والهرسك أن المؤهلات التي تتوفر في البوسنة وتجذب السياح هي: روح الناس، خطوط حافلات تربط بين كافة المدن في جميع أنحاء البلاد، إمكانية زيارة المدن الرئيسية مع المواقع الطبيعية المحيطة بها خلال يوم واحد.
تشمل بعض مناطق الجذب السياحي في البوسنة والهرسك:
- سراييفو «المدينة الأولمبية». المركز الاقتصادي والعلمي والثقافي والسياسي والتجاري للبوسنة والهرسك. تلقب المدينة بالقدس الأوروبية.
- موستار، «مدينة على نيريتفا»، «مدينة الشروق»، موقع اليونسكو ستاري موست ومدينة موستار القديمة؛
- توزلا مسقط رأس ميسا سيليموفيتش والمعروفة بتواجد «بحيرات الملح» البانونية فيها.
- بانيا لوكا، «المدينة الخضراء»، تعرف تواجد العديد من المعالم الثقافية مثل قلعة كاستل ونهر فرباس ومسجد فرهاديجا؛
- بيهاتش ونهر أونا بشلالاته داخل حديقة أونا الوطنية؛
- زينيتشا نهر بوسنا وفراندوك، قلعة ومسجد من حقبة العصور الوسطى.
- ياجسي مدينة الملوك البوسنيين، مؤسسة يوغوسلافيا وشلالاتها
- فيتسغراد، موقع جسر محمد باشا سوكولوفيتش الذي يعد موقع تراث لدى اليونسكو؛
- ضريح السيدة ميديوغوريه، موقع حج لدى الكاثوليك؛
- برييدور، مسجد المدينة القديمة (تراث وطني)، حديقة كوزارا الوطنية وأكبر نصب في البوسنة للحرب العالمية الثانية في مراكوفيتشا؛
- نهر نيريتفا وأودية نهر راكيتنيسا في نيريتفا العليا؛
- الغابات القديمة لبيروشيتسا، واحدة من الغابات البدائية الأخيرة الباقية في أوروبا، ونهر سوتيسكا الذي يقع داخل حديقة سوتيسكا الوطنية.
- جبل بيلاسنيكا وياهورينا، مواقع للألعاب الشتوية الأولمبية 1984.
- نيوم على الساحل. مدينة على شاطئ البحر الأدرياتيكي للبوسنة والهرسك.
- دوبوج وحصنها الذي يعود للقرن الثالث عشر؛
- فيسوكو، مدينة ملوك البوسنة وموقع الأهرامات البوسنية المزعومة؛
- تيشان، واحدة من أقدم المدن في البوسنة؛
- بيه لينا، معروفة بزراعتها.
- وكافاتش، بحيرة مودراك (Jezero Modrac) أكبر بحيرة اصطناعية في البوسنة والهرسك.
- ترافنيك، مسقط رأس إيفو أندريك.
- قلعة أوستروزاك، قلعة تعود للقرن السادس عشر بناها العثمانيون مع إضافات أضافتها عائلة هابسبورغ.

## مواقع التراث العالمي لليونسكو في البوسنة والهرسك
| # | صورة | اسم الموقع                                            | اليونسكو المدرج |
| - | ---- | ----------------------------------------------------- | --------------- |
| 1 |      | ستاري موست - الجسر القديم                             | 2005            |
| 2 |      | جسر محمد باشا سوكولوفيتش                              | 2007            |
| 3 |      | ستيشي - القبور البوسنية التي تعود لحقبة القرون الوسطى | 2016            |

الخصائص المقدمة في القائمة المؤقتة:
- سراييفو - رمز فريد من نوعه عالمي متعدد الثقافات - مدينة مفتوحة مستمرة (NI) (1997)
- كهف فيترينيكا (2004)
- المظاهر الطبيعية والمعمارية لمدينة يايتسي (2006)
- الموقع الحضري والتاريخي Počitelj (2007)
- المظاهر الطبيعية والمعمارية لبلاجاج الطبيعية والمعمارية (2007)
- المظاهر الطبيعية والمعمارية لBlidinje الطبيعية والمعمارية (2007)
- المظاهر الطبيعية والمعمارية لستولاك (2007)
- النصب التذكاري الطبيعي كهف فيترنيتسا مع المظاهر المعمارية لقرية زافالا (2007)

## الرياضات الشتوية

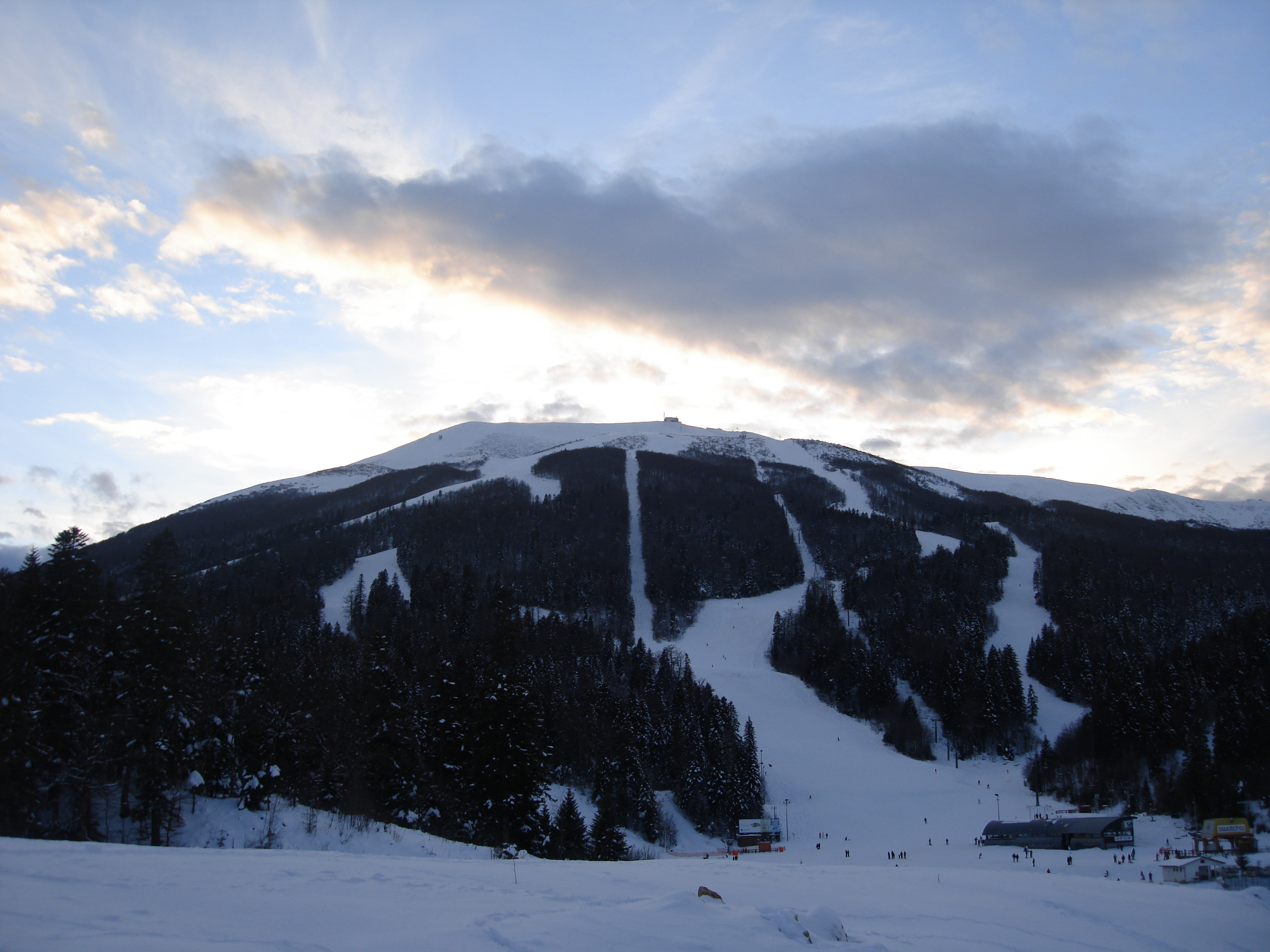
منتجع بيلاسنيكا للتزلج

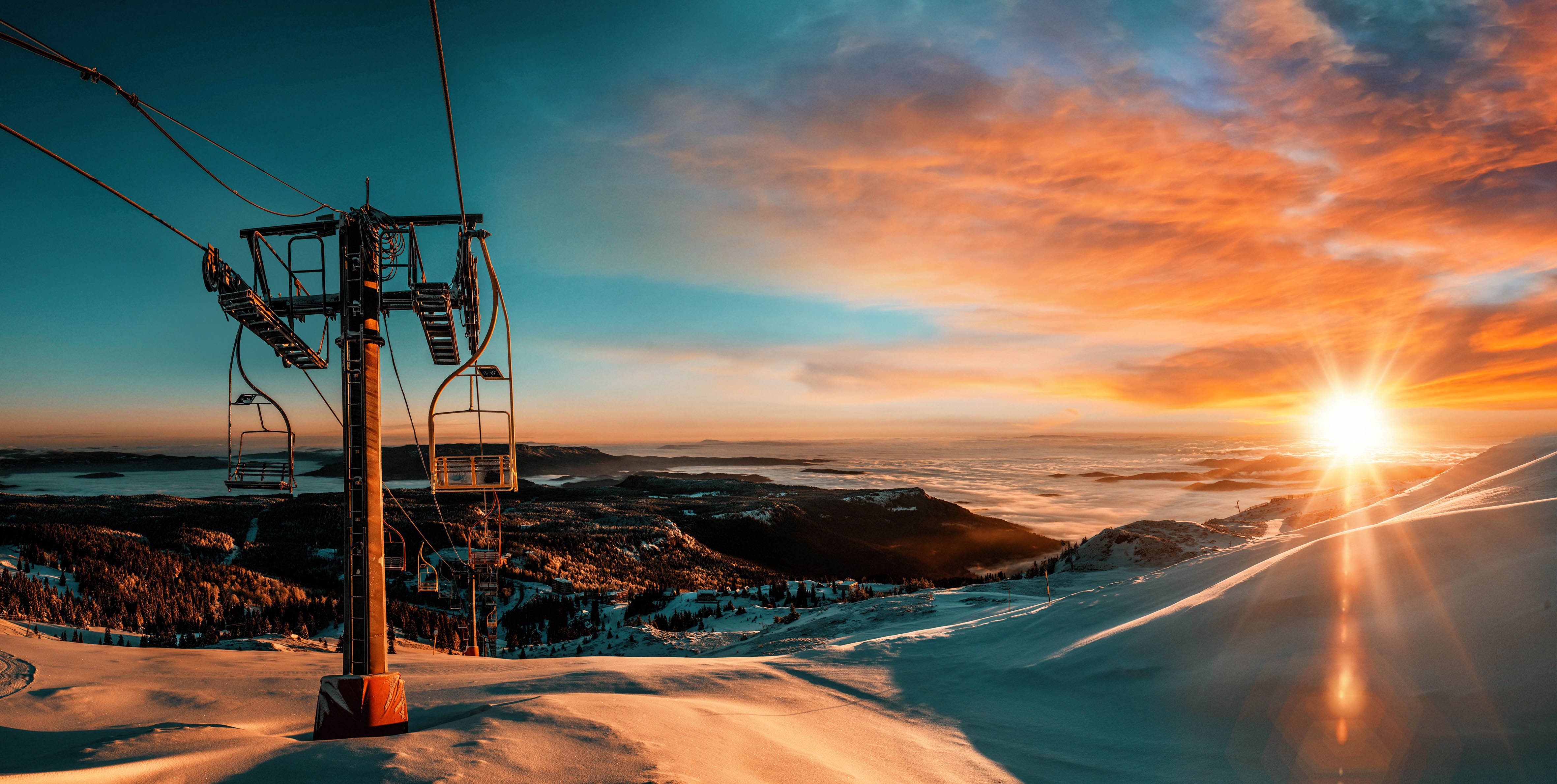
منتجع ياهورينا للتزلج

خلال الألعاب الأولمبية الشتوية لعام 1984، استضافت جبال بيلاسنيكا وياهورينا وإيجمان أحداث مسابقات التزلج. هذه الجبال هي الأكثر زيارة في البوسنة والهرسك.
كان منتجع ياهورينا للتزلج موقعا لمسابقة التزلج الألبي للسيدات. أجريت منافسات الرجال في بيلاسنيكا.

## المناطق والمدن
تشتهر البوسنة والهرسك بوجود العديد من المواقع الثقافية ذات الهندسة المعمارية المختلطة التي تأثرت بكل من الحضارة الرومانية في العصور الوسطى والثقافات العثمانية والنمساوية المجرية.

### سراييفو

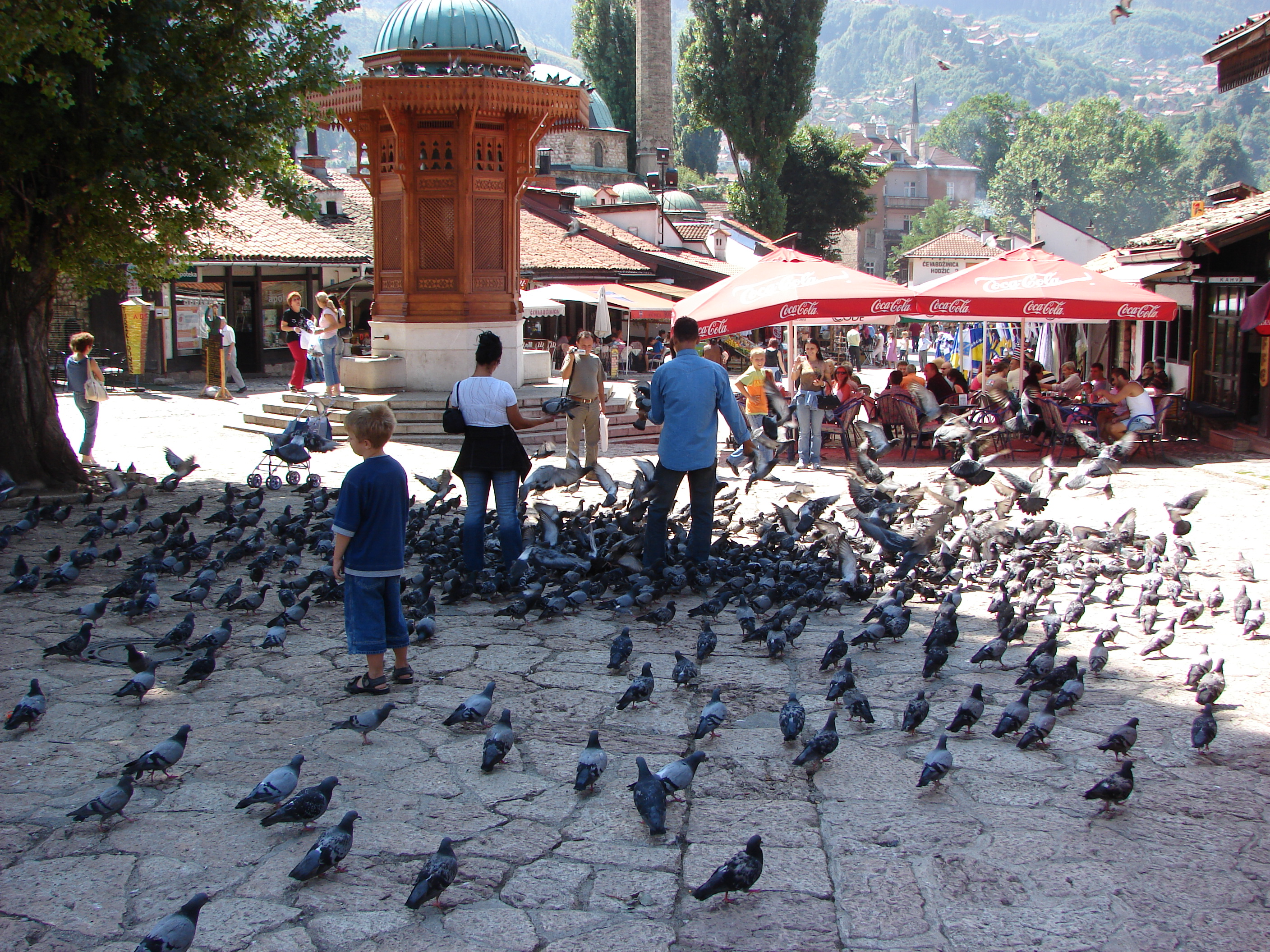
بلدة باسكارسييا القديمة

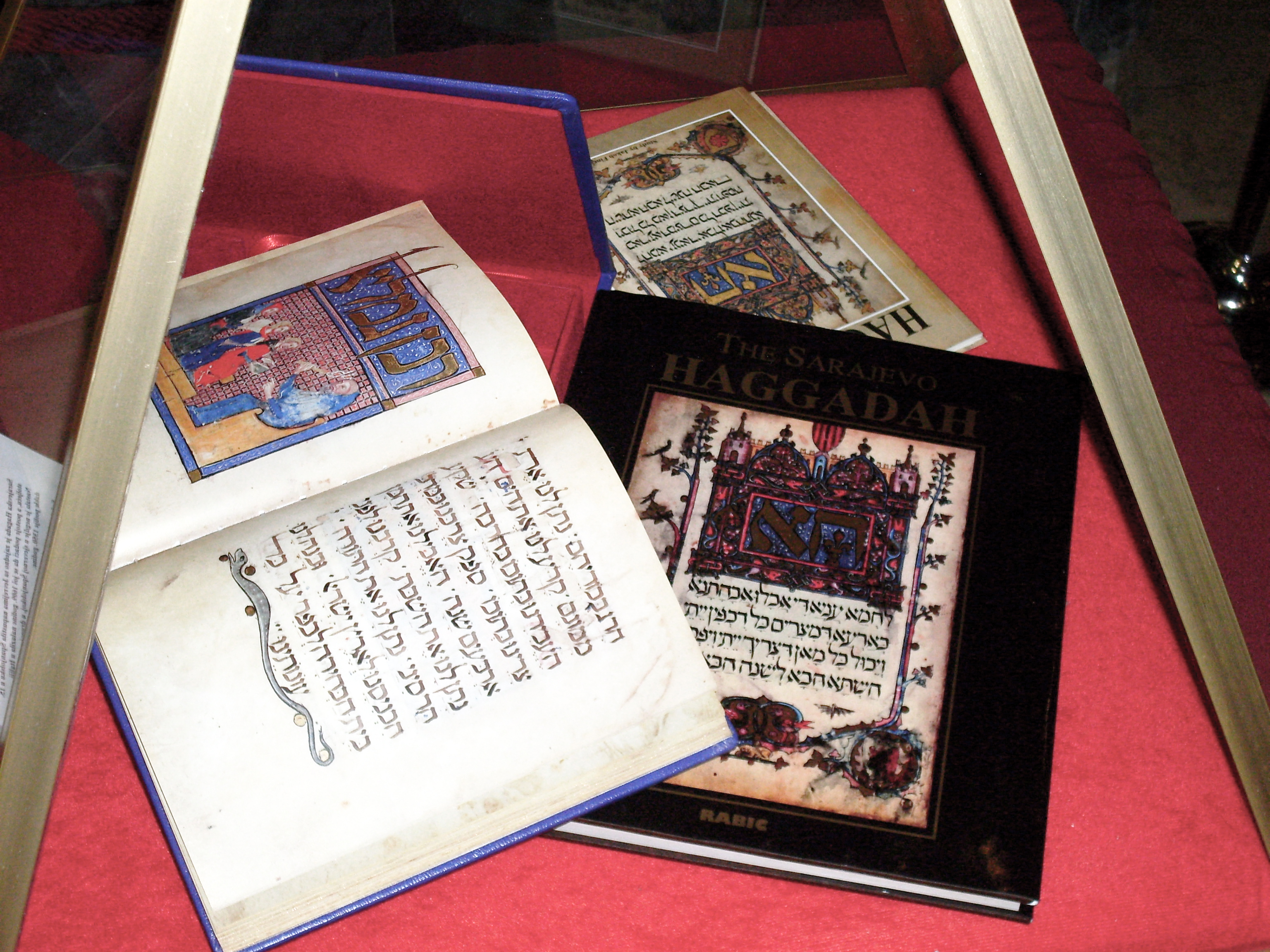
نسخ من حجاجاده سراييفو في مبنى البرلمان في البوسنة والهرسك

تشتهر العاصمة سراييفو بتنوعها الديني التقليدي، حيث يتعايش معتنقو الإسلام والأرثوذكسية والكاثوليكية واليهودية هناك منذ قرون. بسبب هذا التاريخ الطويل والغني للتنوع الديني، غالبًا ما تلقب سراييفو ب«القدس الأوروبية» 
المدينة غنية بالمتاحف، بما في ذلك متحف سراييفو، ومتحف آرس آيفي للفن المعاصر، والمتحف التاريخي للبوسنة والهرسك، ومتحف الأدب والفنون المسرحية للبوسنة والهرسك، والمتحف الوطني للبوسنة والهرسك (أنشئ في عام 1888).
تستضيف المدينة أيضًا المسرح الوطني للبوسنة والهرسك، الذي أنشئ في عام 1919، بالإضافة إلى مسرح سراييفو للشباب. تشمل المؤسسات الثقافية الأخرى مركز ثقافة سراييفو، ومكتبة مدينة سراييفو، ومعرض الفنون في البوسنة والهرسك، والمعهد البوسني، وهي مكتبة خاصة ومجموعة فنية تركز على تاريخ البوسنة.
أصبح مهرجان سراييفو السينمائي، الذي أنشئ عام 1995، أول مهرجان سينمائي في منطقة البلقان. كذلك تحتضن المدينة مهرجانات أخرى كمهرجان سراييفو الشتوي، ومهرجان سراييفو للجاز ومهرجان سراييفو الدولي للموسيقى، إضافة إلى مهرجان ليالي باشاريشيا، وهو عرض مدته شهر يعرض الثقافة المحلية من الموسيقى والرقص.
استضاف مهرجان سراييفو السينمائي ممثلين ومخرجين وموسيقيين مشهورين عالميًا مثل: روبرت دي نيرو، ستيف بوسيمي، بونو، كوليو، جون مالكوفيتش، مورغان فريمان، نيك نولتي، دانييل كريج، ويليم دافو، أنتوني مينغيلا، كاترين كارتريدج، ألكساندر باين، صوفي أوكونيدو، ستيفن فريرز، مايكل مور، دارين آرونوفسكي، ميكي رورك، جيلين أندرسون، كيفن سبيسي، والعديد من الشخصيات الثقافية المشهورة الأخرى في البلقان وأوروبا والأمريكتين.

### موستار والهرسك

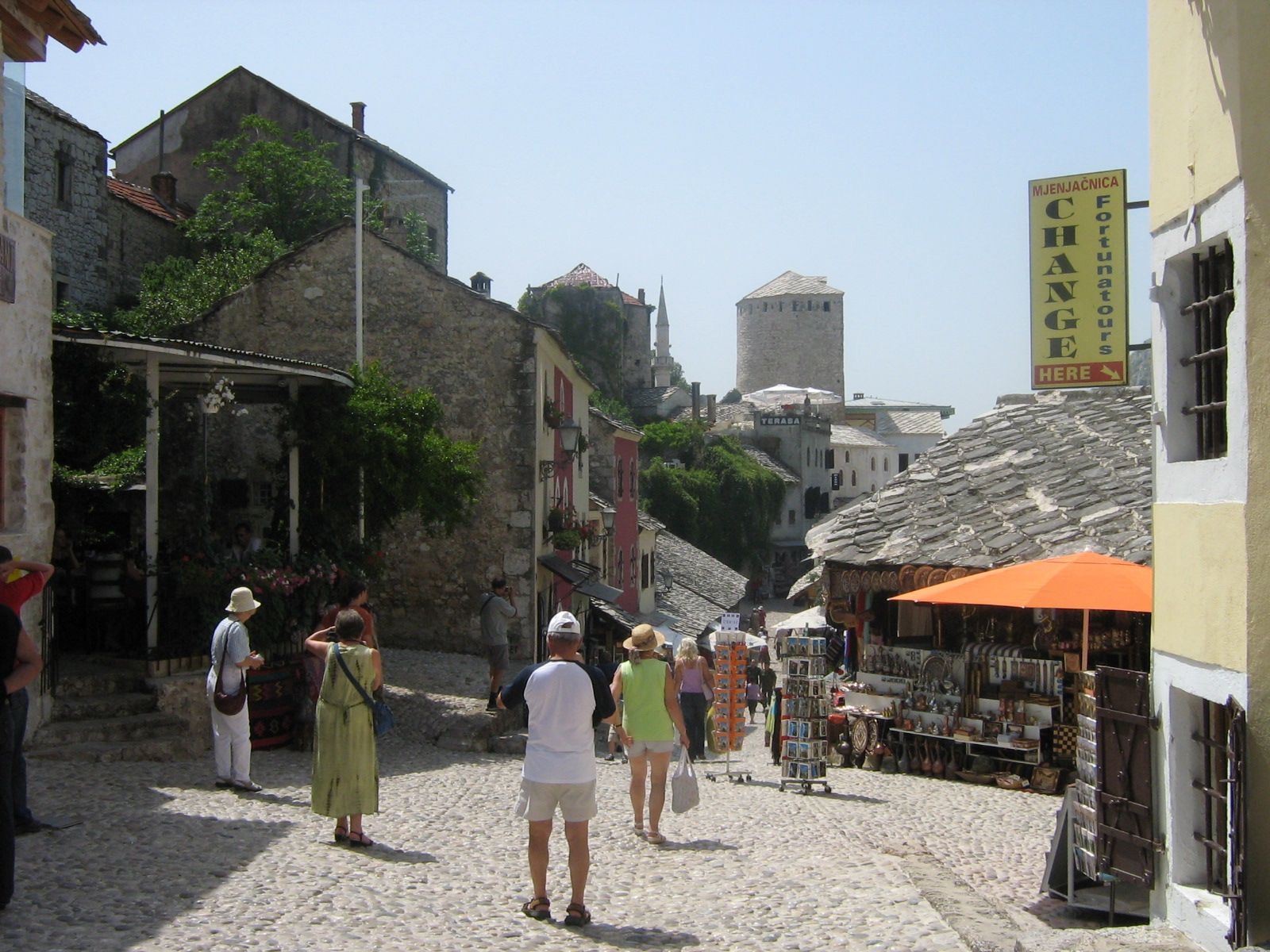
جزء من البلدة القديمة موستار

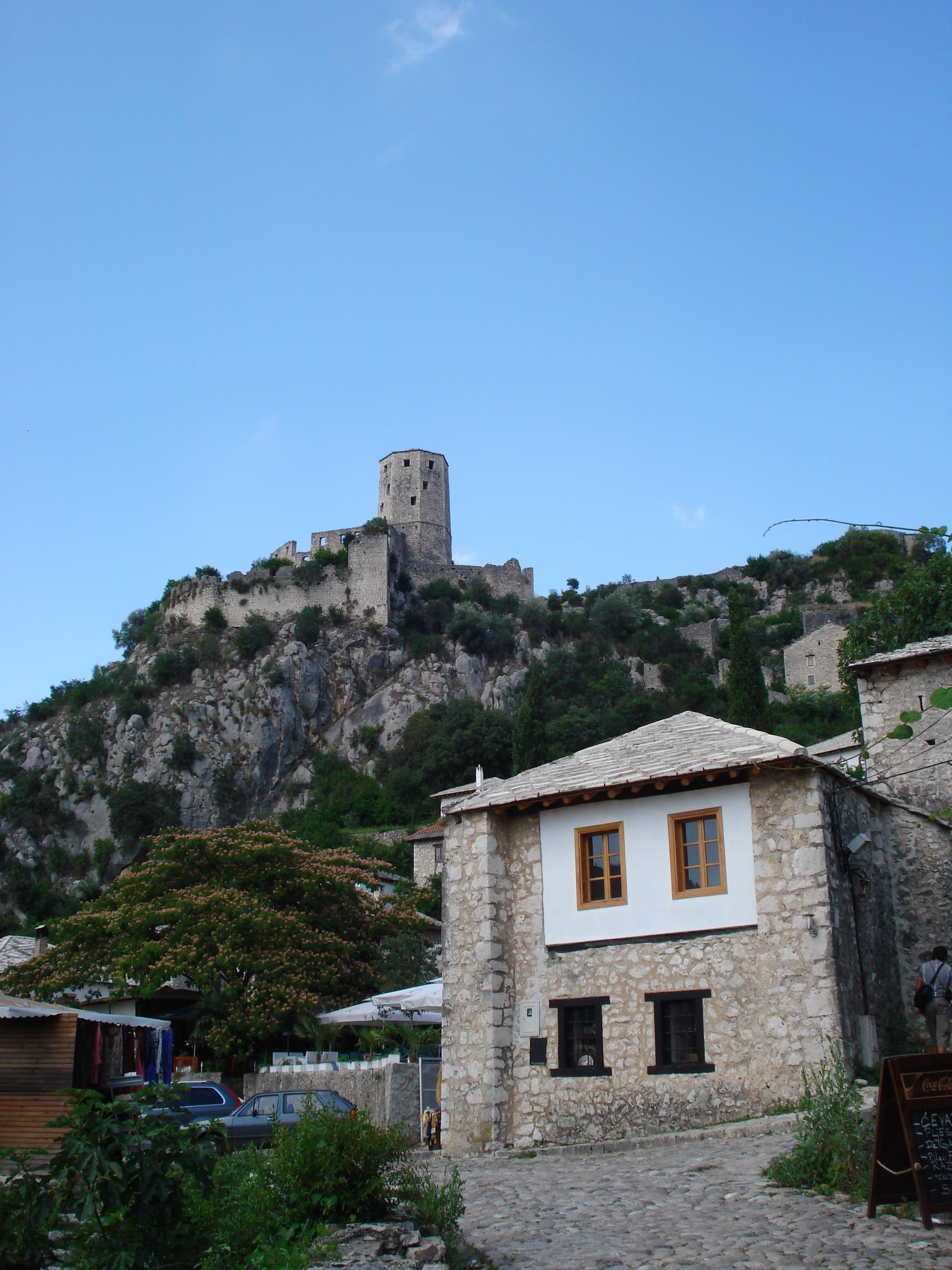
قلعة بوشيتلي، يوليو 2009

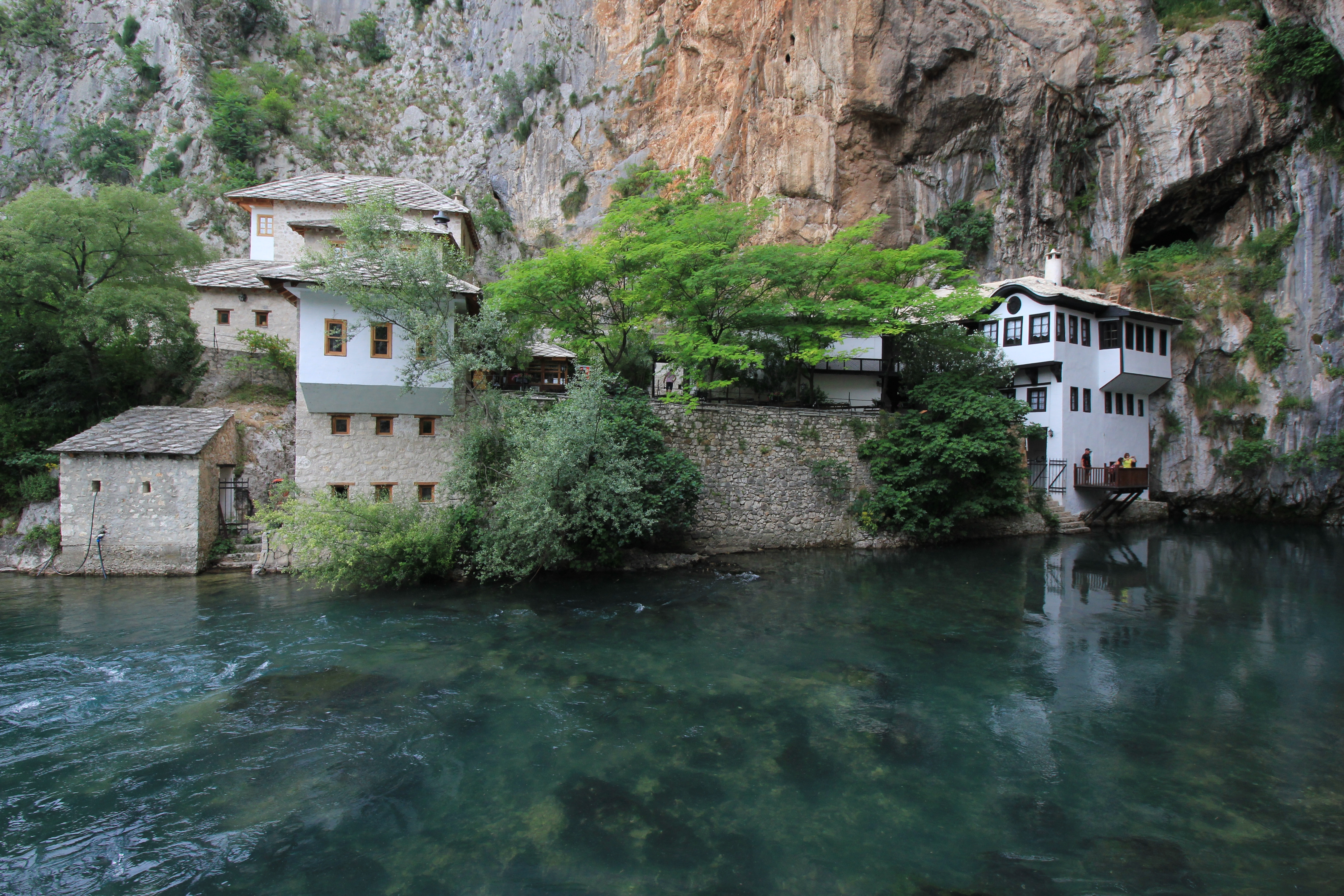
بلاغاي تيقيا

موستار هي مقصد سياحي مهم في البوسنة والهرسك. يخدم مطار موستار الدولي المدينة ومحطات القطارات والحافلات التي تربطها بعدد من الوجهات الوطنية والدولية. تعد مدينة موستار القديمة وجهة سياحية مهمة حيث تعد ستاري موست أكثر معالمها شهرة.
تعد المقبرة الحزبية التذكارية في موستار، وهي نصب تذكاري للحرب العالمية الثانية، رمزًا آخر مهمًا للمدينة، وقد صممه المهندس المعماري بوجدان بوغدانوفيتش.

### بوسانسكا كرايينا

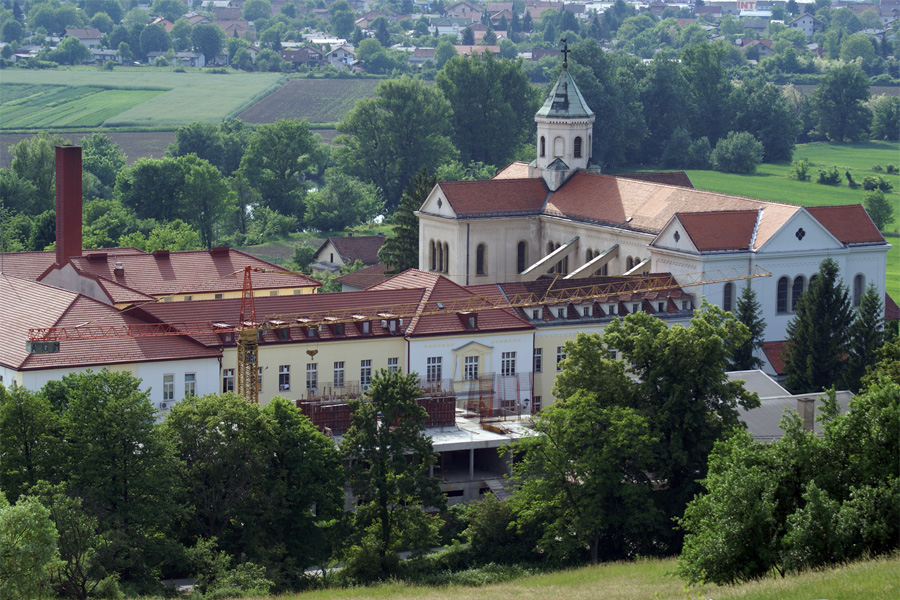
دير مارياستيرن

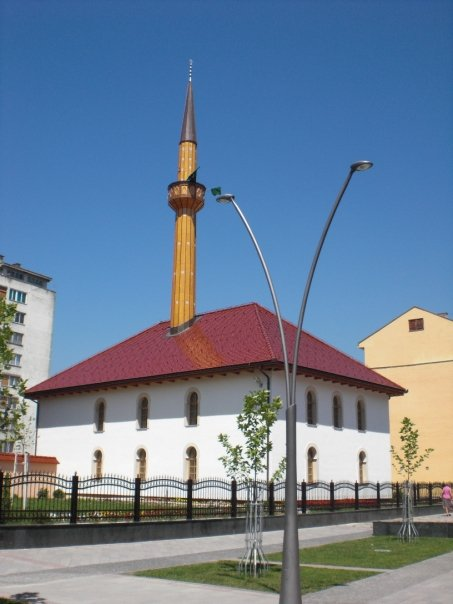
مسجد المدينة القديمة في برييدور

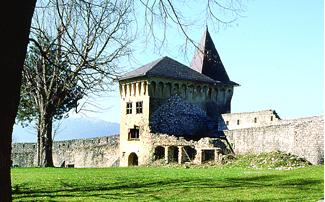
قلعة أوستروتساك

تشتهر منطقة بوسانسكا كرايينا بالأنهار والمناظر الطبيعية الخضراء. تضم المنطقة أيضًا مدنًا ثقافية مثل بانيا لوكا وبريدور وبيهاتش وجاجسي. تعد القلاع والقلاع القديمة مثل قلعة أوستروتساك وقلعة فيليكا كلادوسا التي بناها العثمانيون والمجريون النمساويون لاحقًا من المواقع التراثية الوطنية المعروفة.
تقع برييدور على نهر سناء وتشتهر بتراثها الكاثوليكي والأرثوذكسي والإسلامي. تعد المباني التاريخية التي تعود إلى العهد العثماني والنمساوي المجري سمة من سمات المشهد الحضري. الأكثر شهرة في المدينة هي المنازل العثمانية القديمة في المدينة القديمة ومسجد المدينة القديمة الذي يعود تأسيسه إلى القرن الخامس عشر. خضعت المدينة لتجديد واسع بين عامي 2006-2009. داخل بلدية برييدور، توجد أيضًا حديقة كوزارا الوطنية التي أعلن عنها جوزيب بروز تيتو غابة وطنية محمية في عام 1967.
كانت بيهاتش العاصمة المؤقتة للمملكة الكرواتية. فقدت مكانتها المدنية في القرن الرابع عشر بعد صراعات الأسرة الحاكمة في المملكة، وأصبحت ملكًا لنبلاء فرانكوبان. في القرن السادس عشر مرت تحت الحكم الملكي المباشر، عندما بدأت المعارك مع الإمبراطورية العثمانية. صمدت بلدة بيهاتش، في المنطقة التي تحمل الاسم نفسه، في وجه الهجمات العثمانية حتى سقطت مع سانجاك في البوسنة (في 1592). ستصبح قلعة بيهاتش الحصن الغربي الذي استولى عليه الجيش العثماني بعد أكثر من مائة عام وذلك في عام 1592 إبان عهد الوزير البوسني حسن باشا التلي.

### البحر الأدرياتيكي

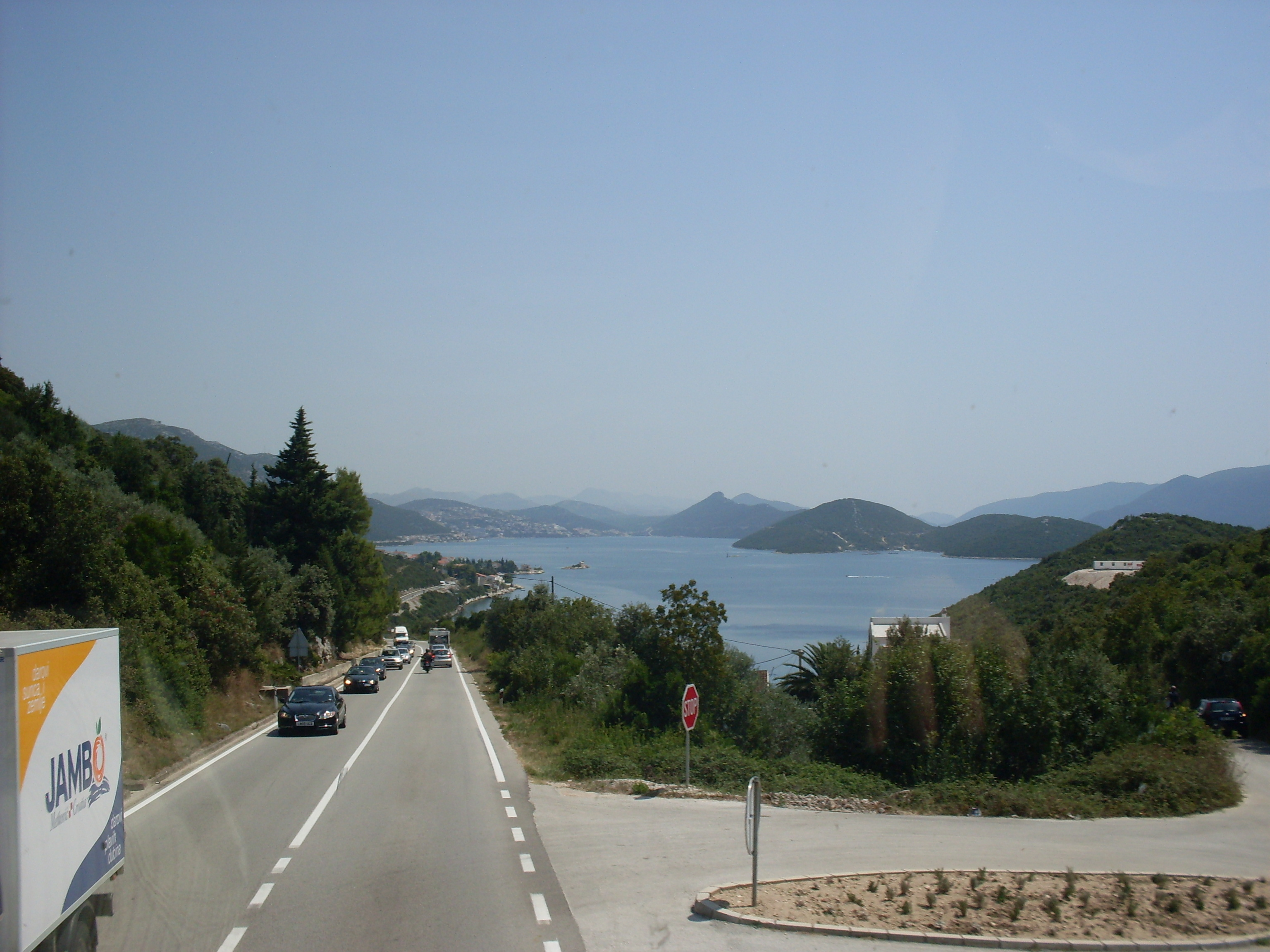
منظر لخليج نيوم

نيوم هي المدينة الساحلية الوحيدة في البوسنة والهرسك. وهي تضم 24.5 كم (15) ميل) من السواحل وهو المرفأ الوحيد للبوسنة على البحر الأدرياتيكي. نيوم لها تلال شديدة الانحدار وشواطئ رملية والعديد من الفنادق السياحية الكبيرة. الأسعار تميل إلى أن تكون أقل مما كانت عليه في كرواتيا المجاورة، مما يجعلها شعبية لدى المتسوقين. السياحة والتجارة هي المساهم الرئيسي في اقتصاد المنطقة. يتم تخفيف الإجراءات في الحدود مع كرواتيا في أوقات الذروة. تتوفر نيوم على أكثر من 5,000 سرير للسياح، و1810 فنادق مع أماكن إقامة أخرى كالفيلات والإقامات الخاصة. السياحة في نيوم نشطة في الغالب في المنطقة الساحلية. المنطقة الداخلية للبلدة غنية بالآثار التاريخية والمناطق الطبيعية التي وفرت البيئة الملائمة لتطوير السياحة الزراعية.

## المتنزهات الوطنية

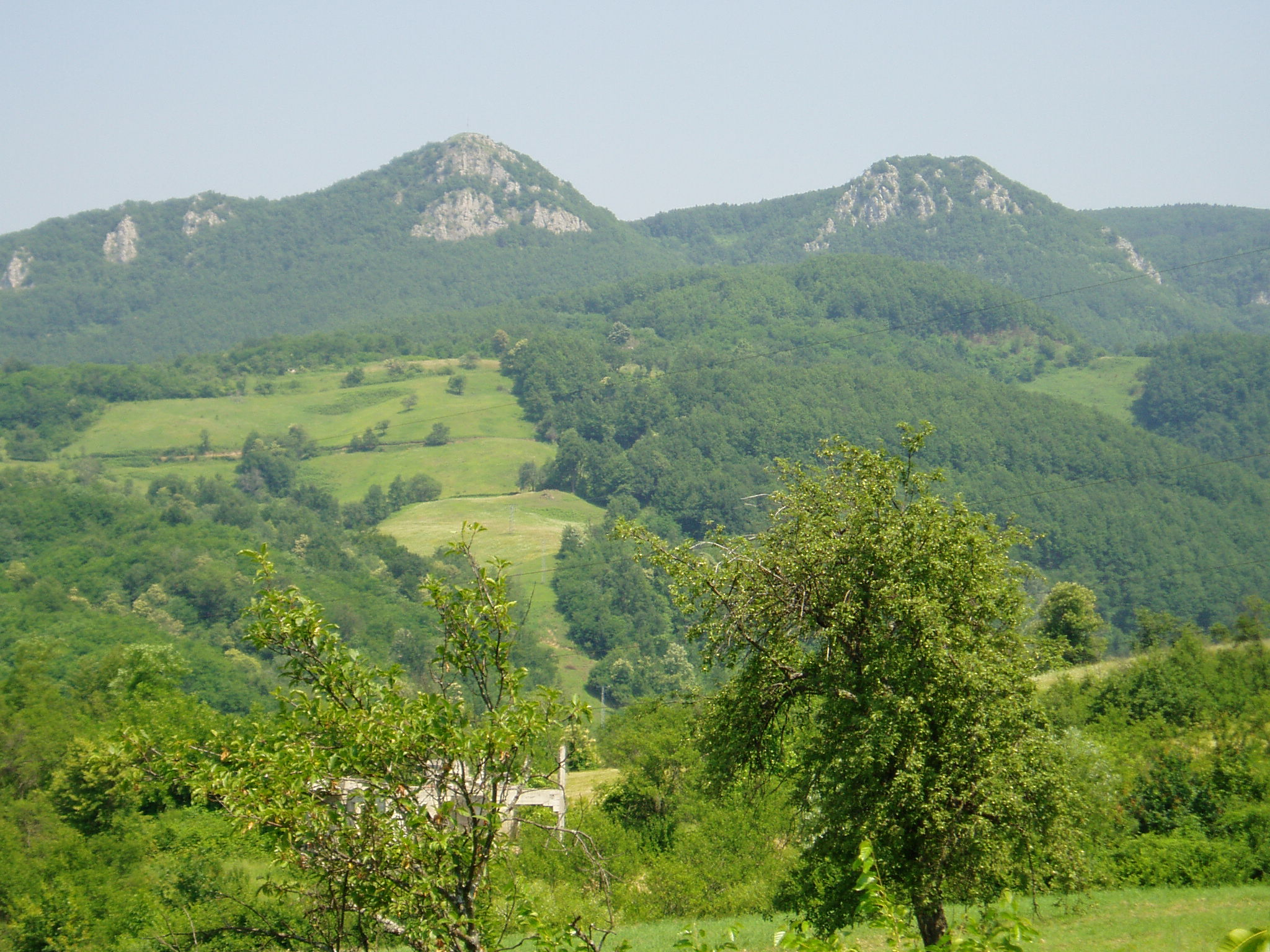
حديقة كوزارا الوطنية

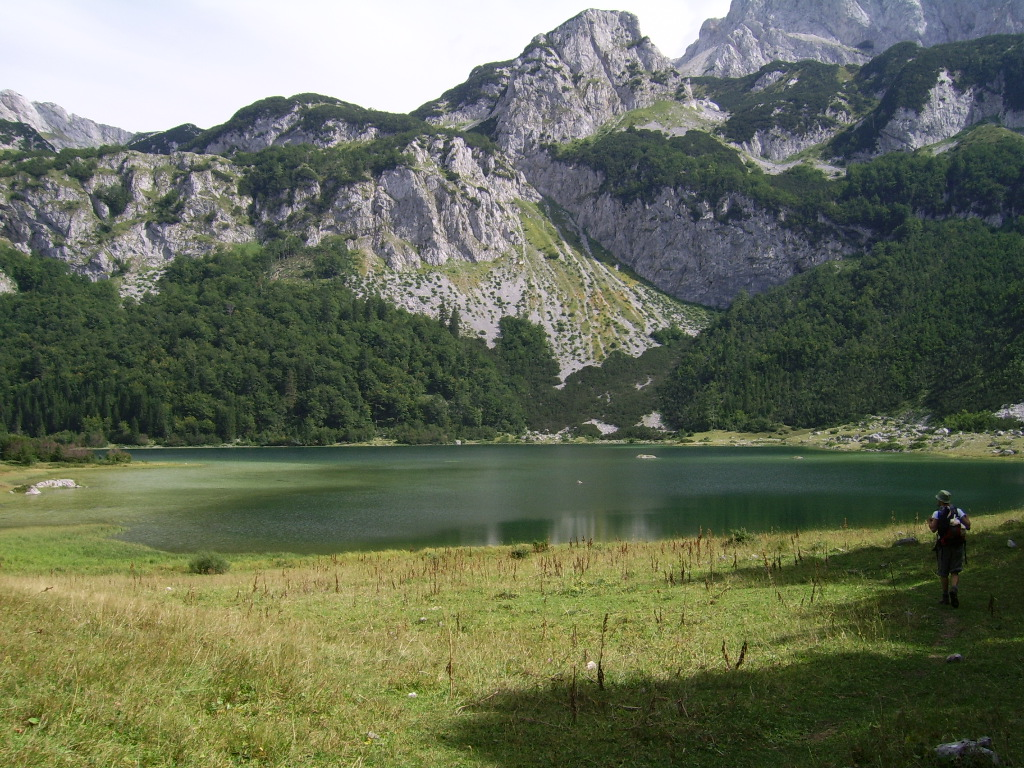
حديقة سوتيسكا الوطنية

الحدائق الوطنية للبوسنة والهرسك
| اسم                   | أسس في | المساحة (كم²) |
| --------------------- | ------ | ------------- |
| حديقة سوتيسكا الوطنية | 1965   | 173           |
| حديقة كوزارا الوطنية  | 1967   | 34            |
| حديقة أونا الوطنية    | 2008   |               |
| حديقة درينا الوطنية   | 2017   |               |

الحدائق الطبيعية في البوسنة والهرسك
| اسم          | أسس في | المساحة (كم²) |
| ------------ | ------ | ------------- |
| هوتوفو بلاتو | 1995   | 74.11         |
| بليدني       | 1995   | 6             |

## معرض صور للطبيعة

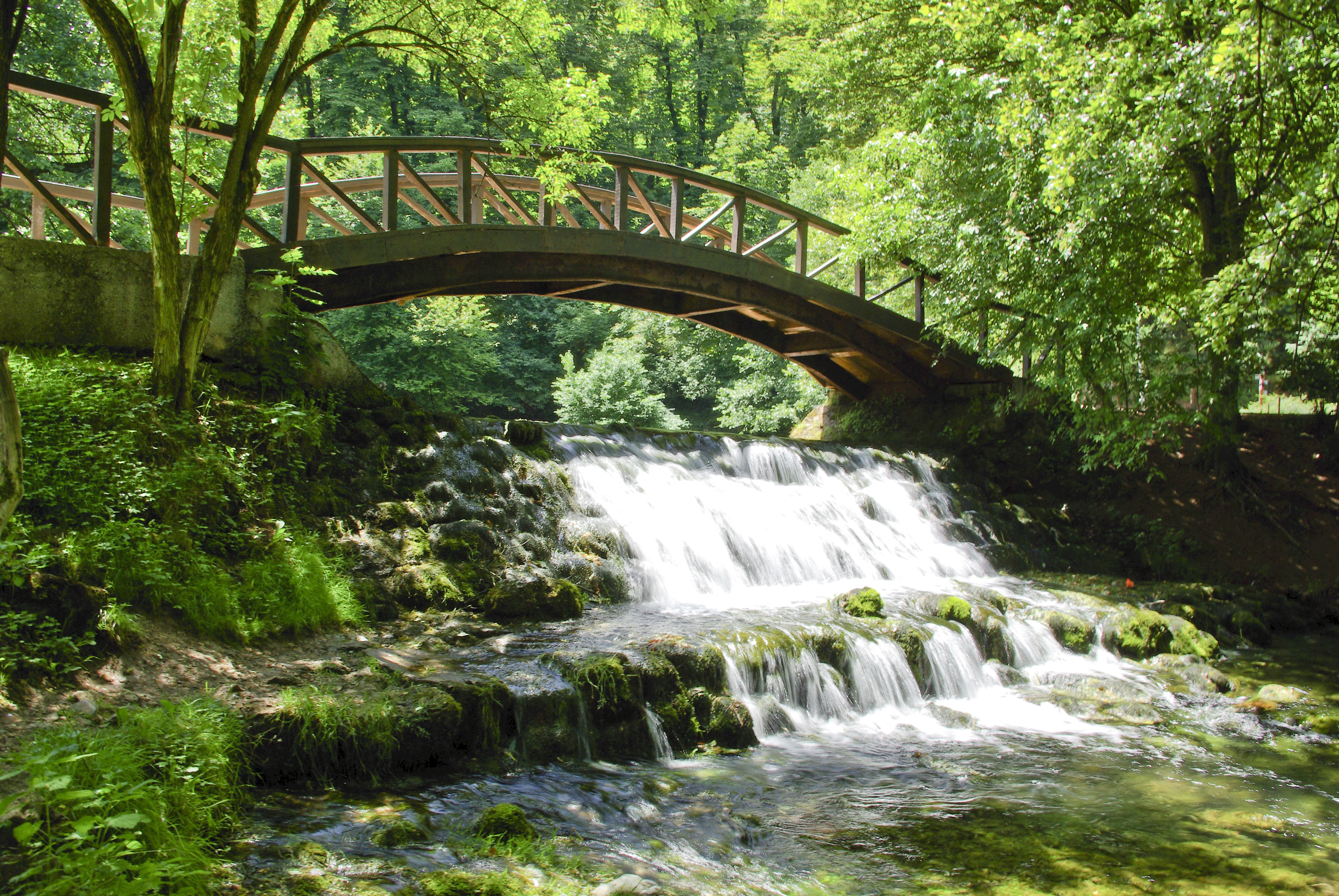
ينبوع نهر البوسنة park just outside Sarajevo
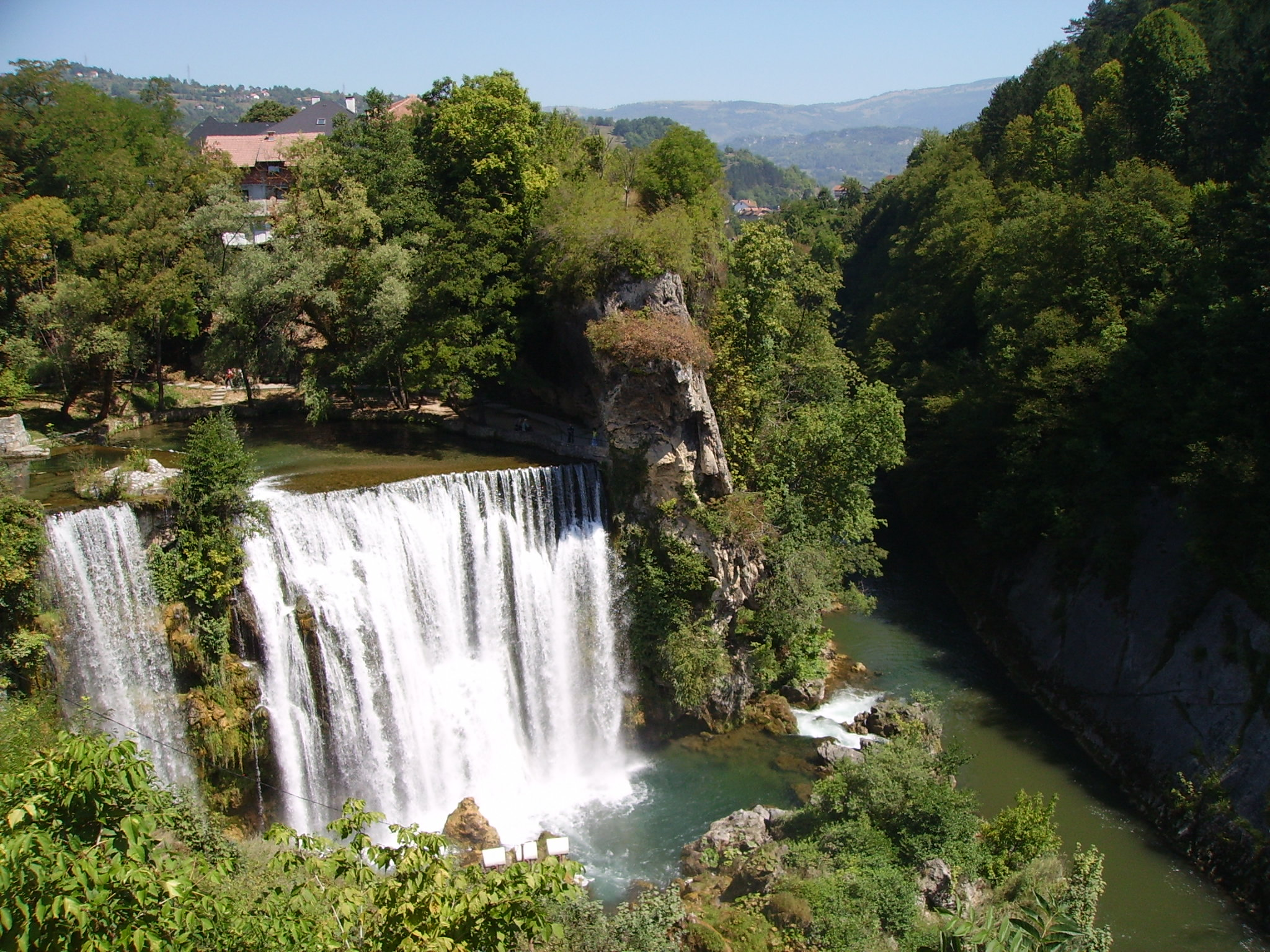
يايتسي waterfall
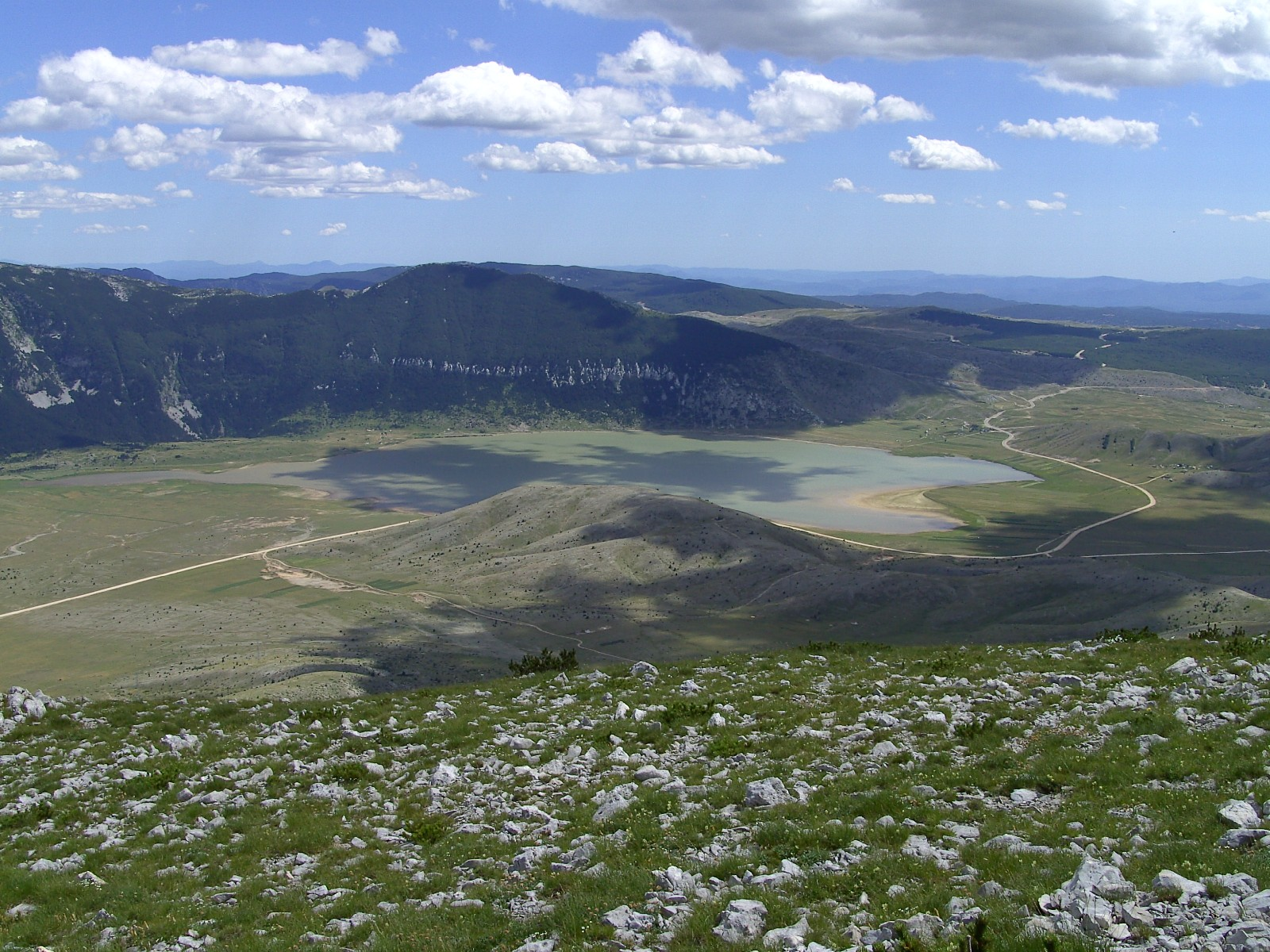
Blidinje lake
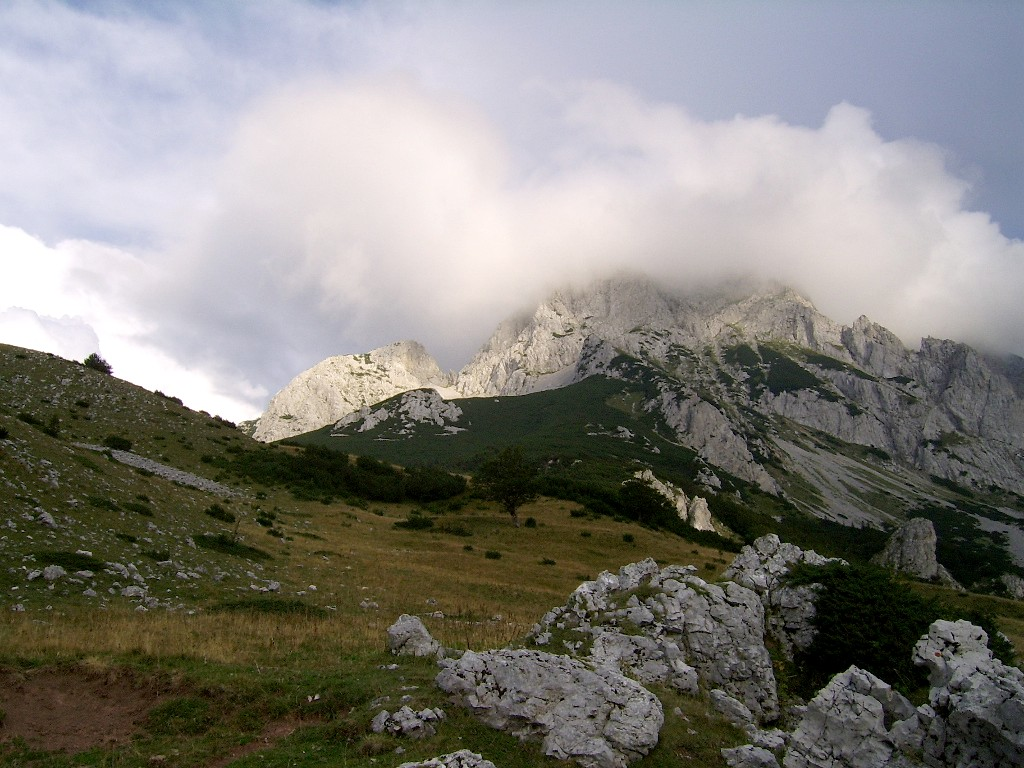
Maglić is the tallest mountain in Bosnia-Herzegovina
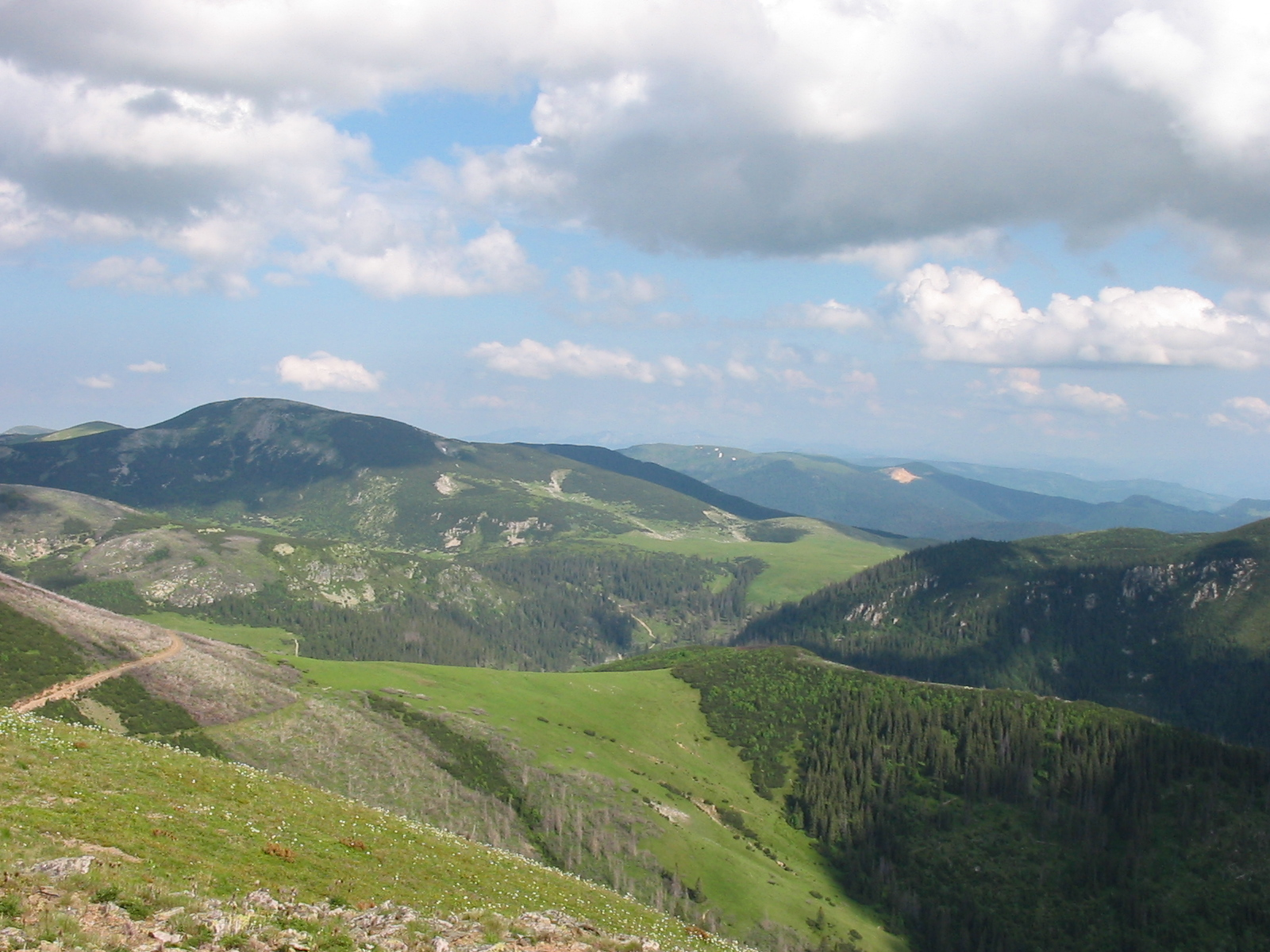
Vranica
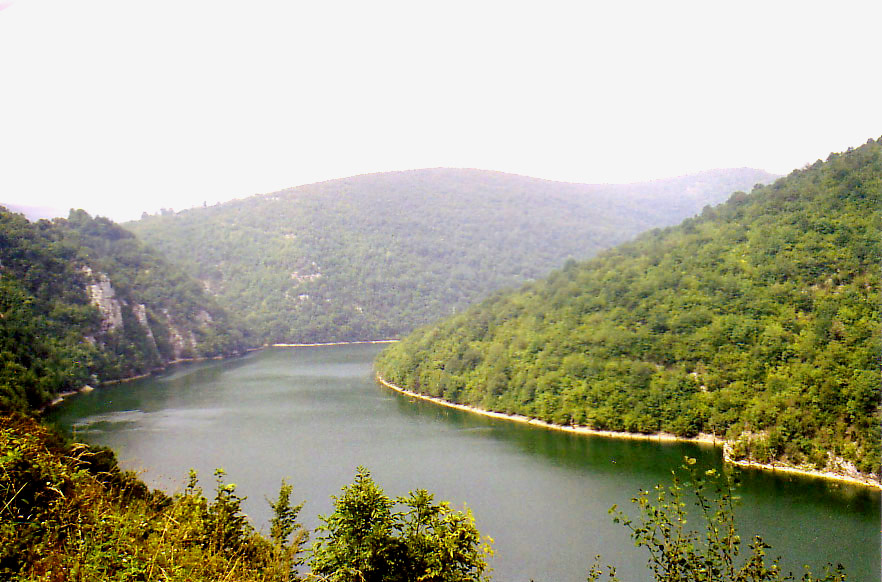
Kanyon Vrbas
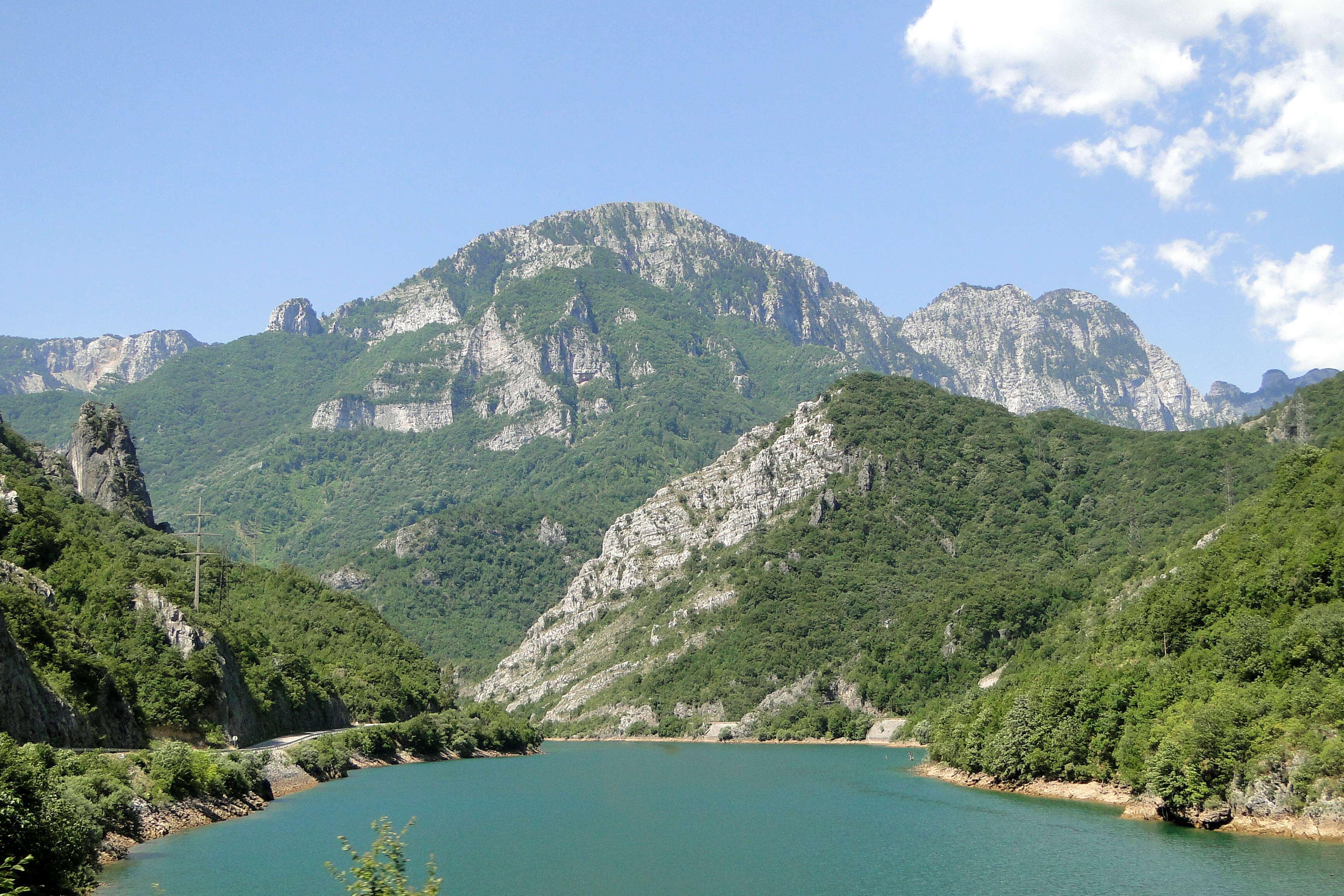
Jablanica lake
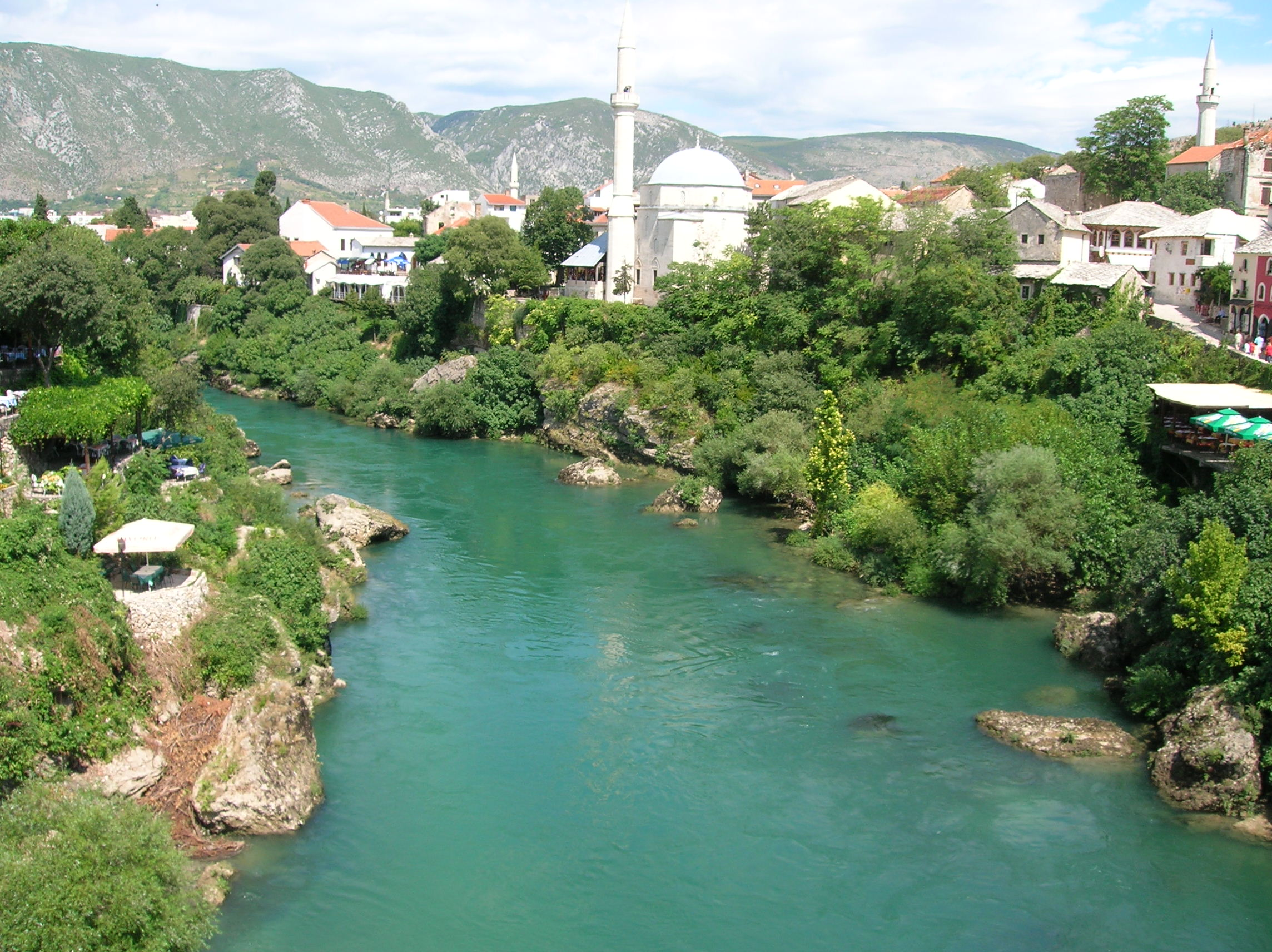
Neretva river in Mostar
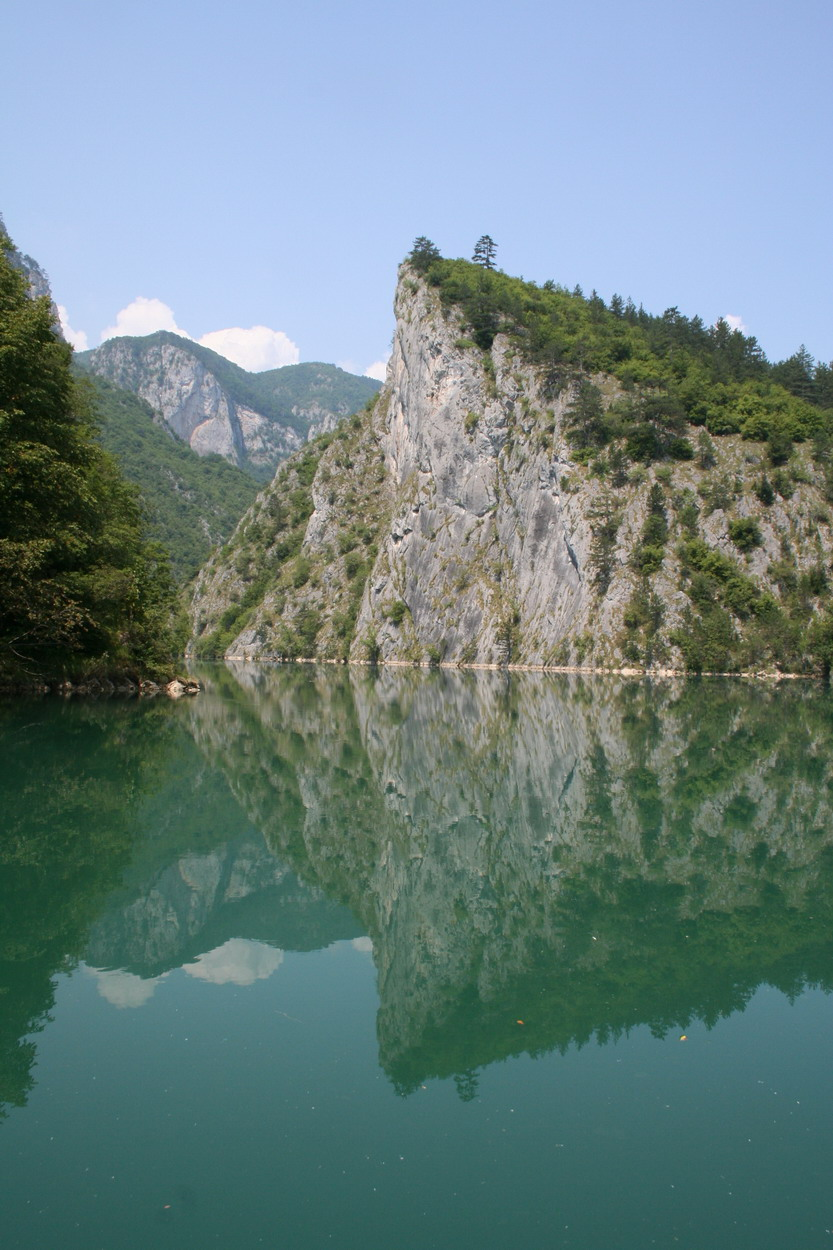
Drina river
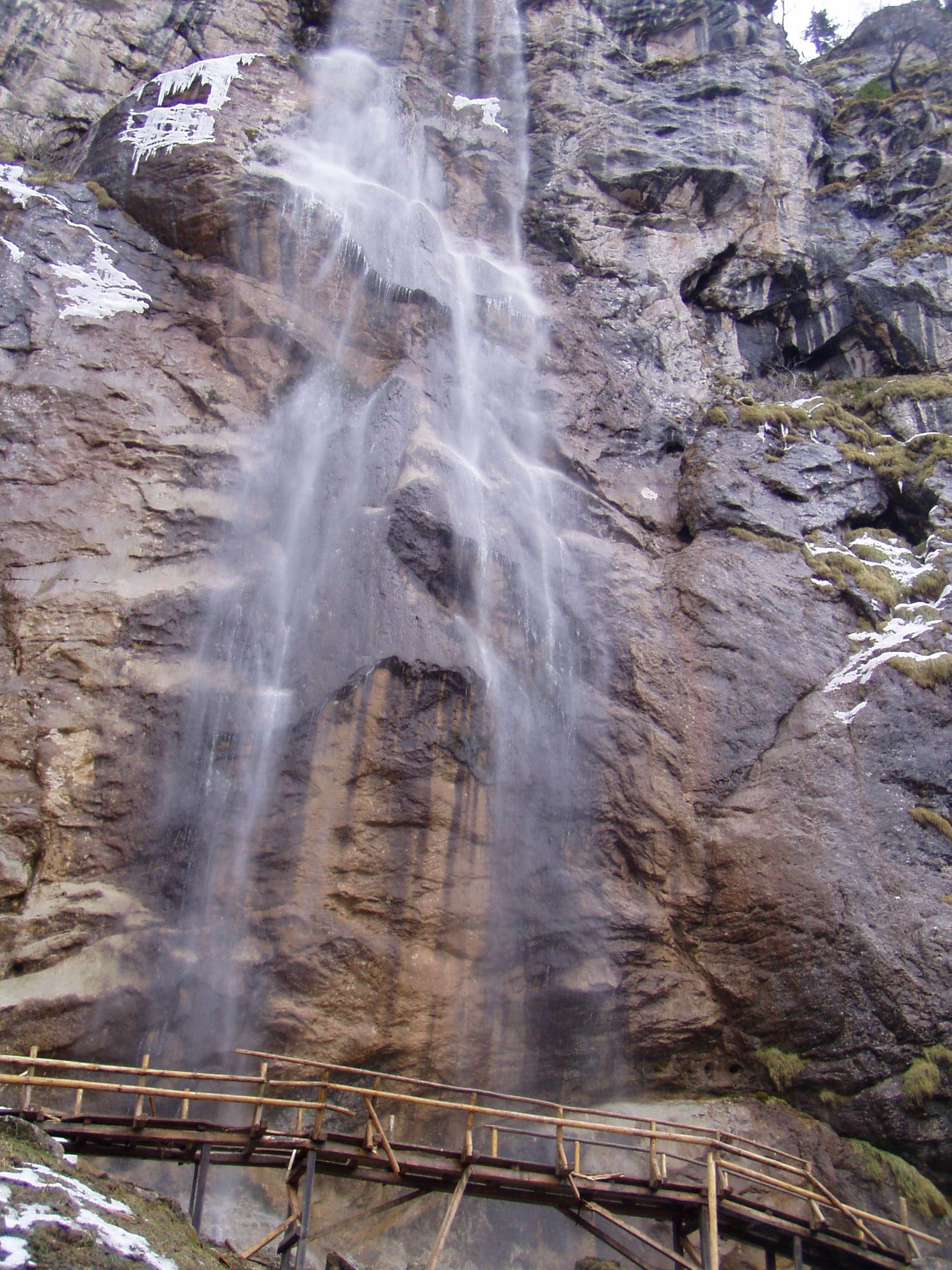
Skakavac waterfall
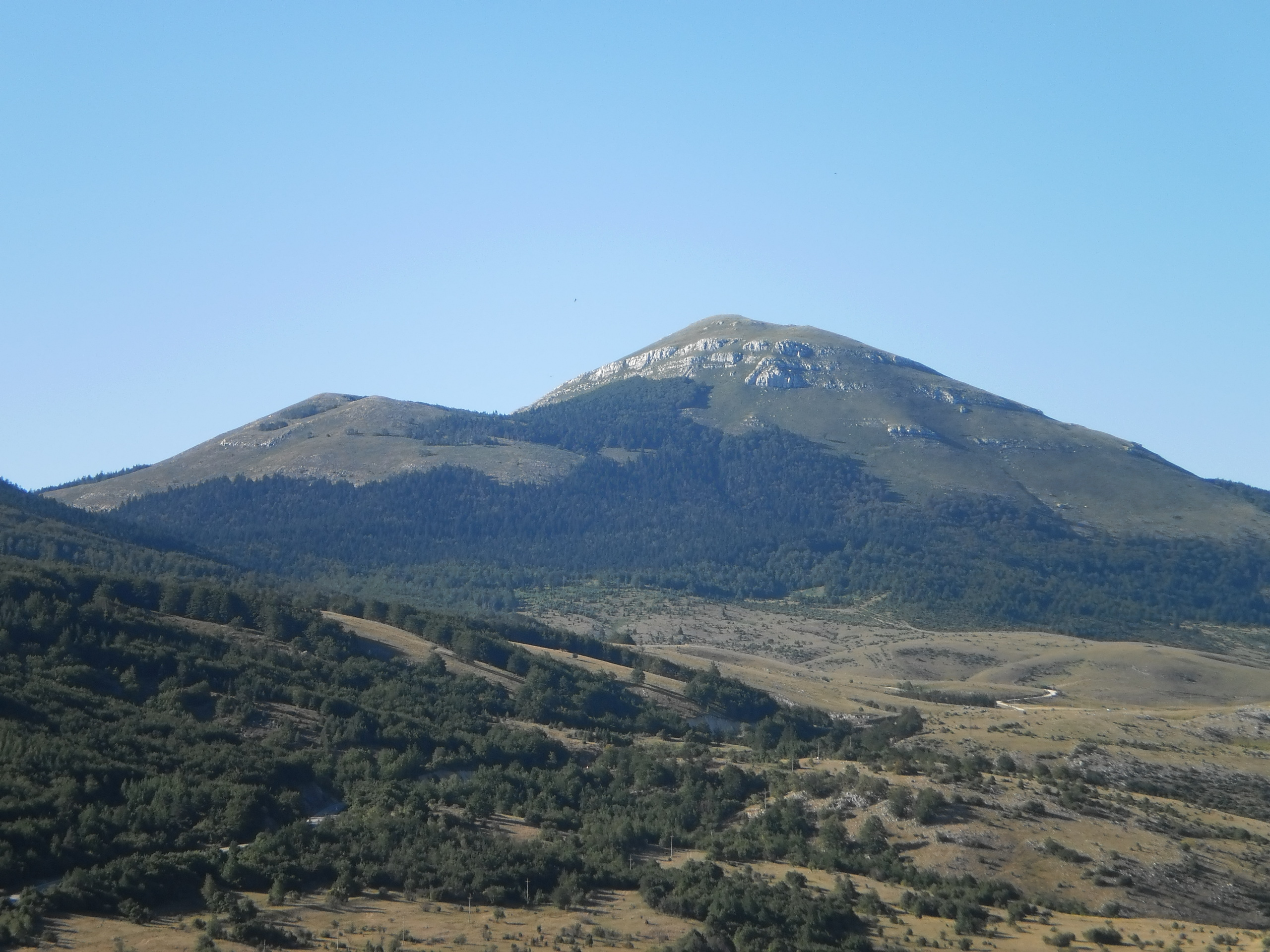
Malovan mountain
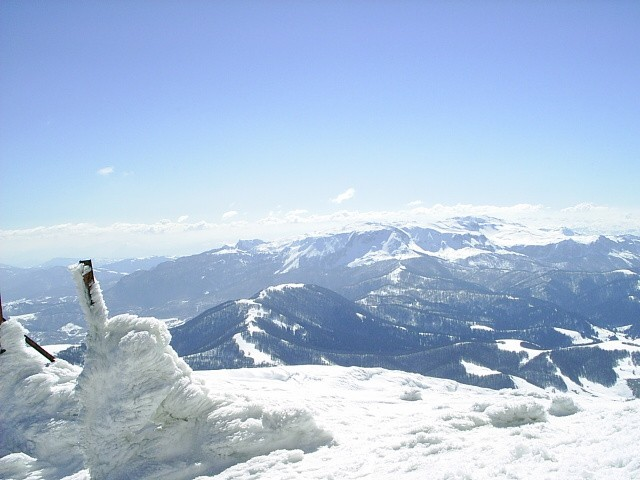
Visočica
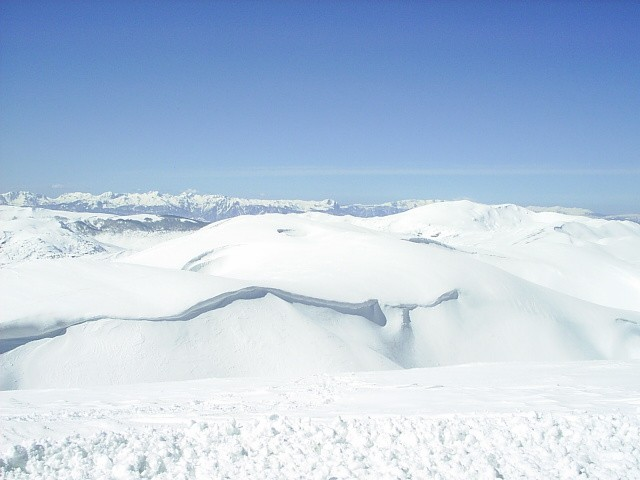
Bjelašnica during winter
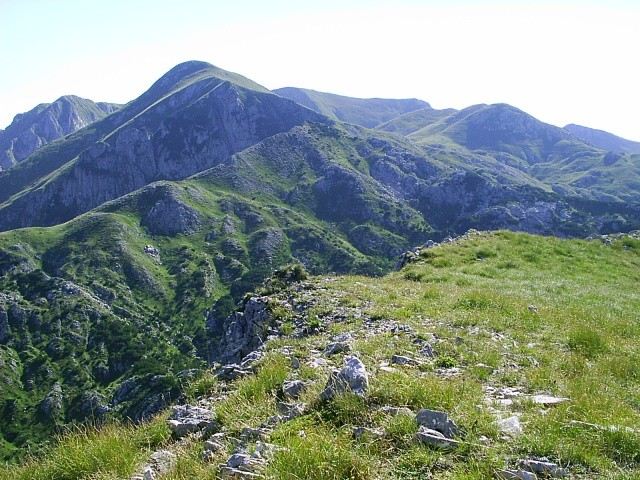
Zelengora
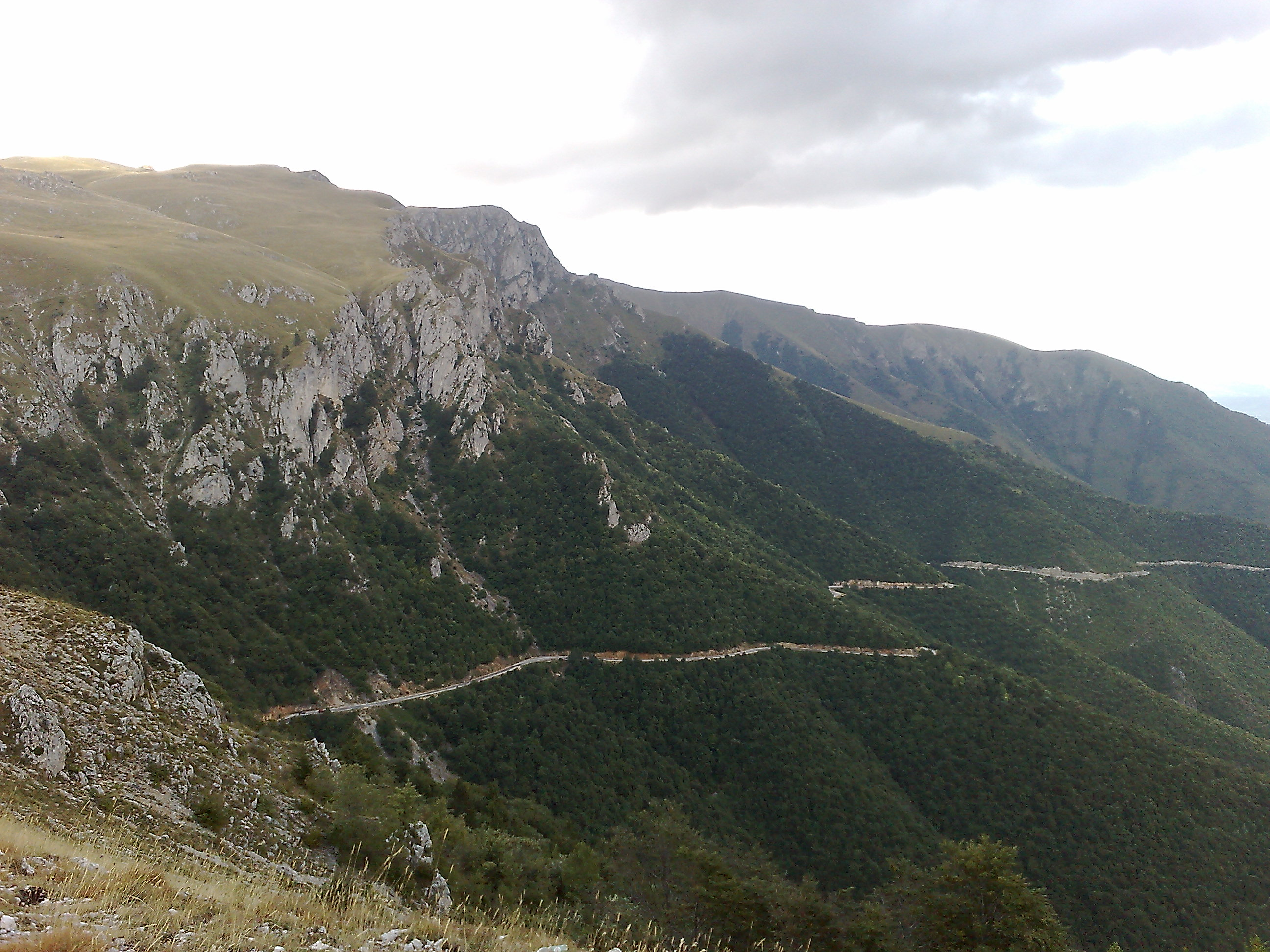
Mountain Vlašić

## ساحل البحر الادرياتيكي

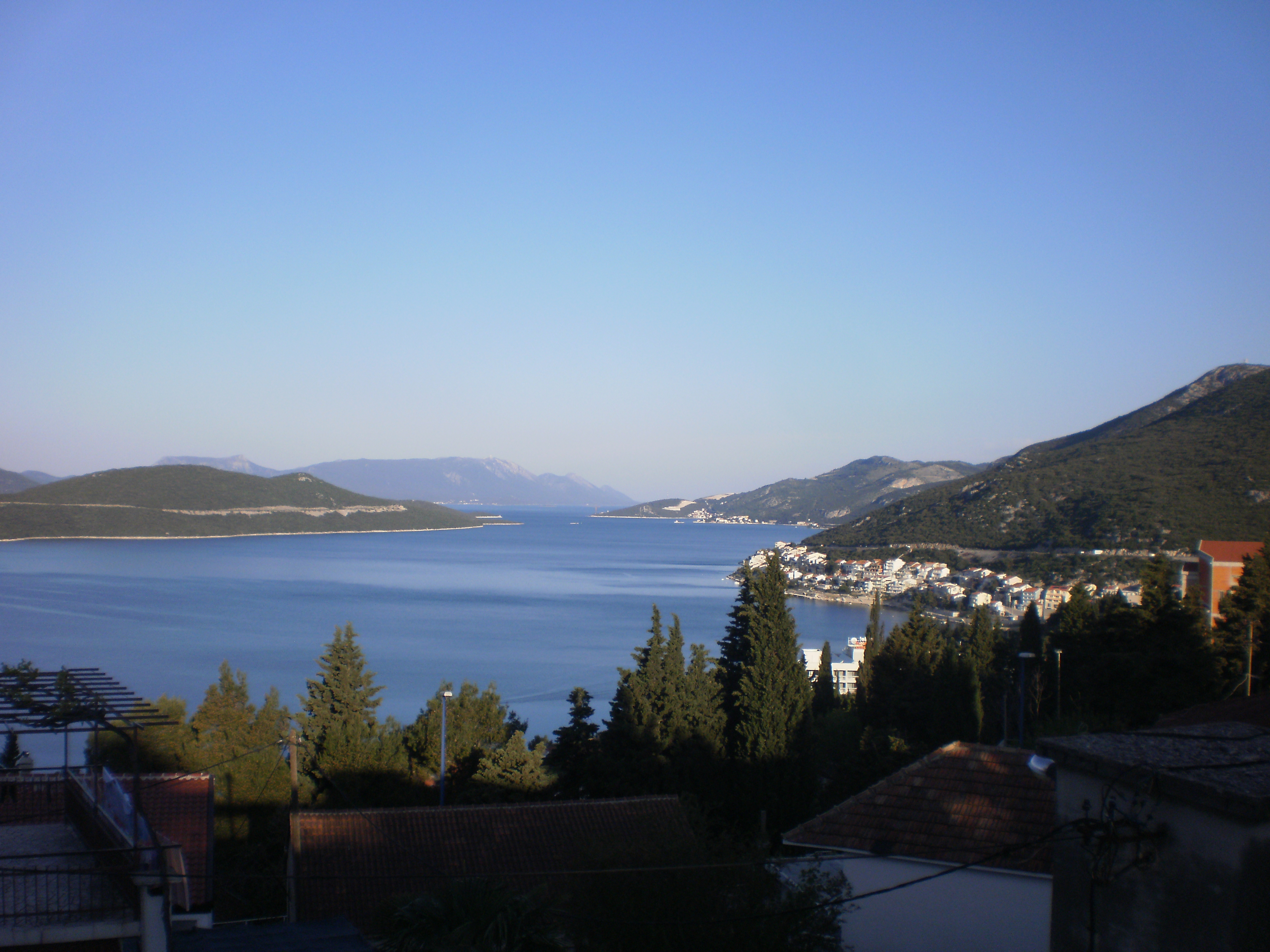
Klek peninsula panorama
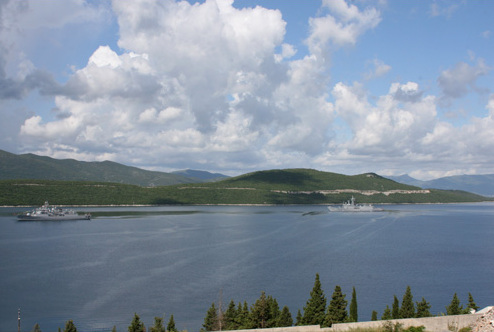
Neum bay
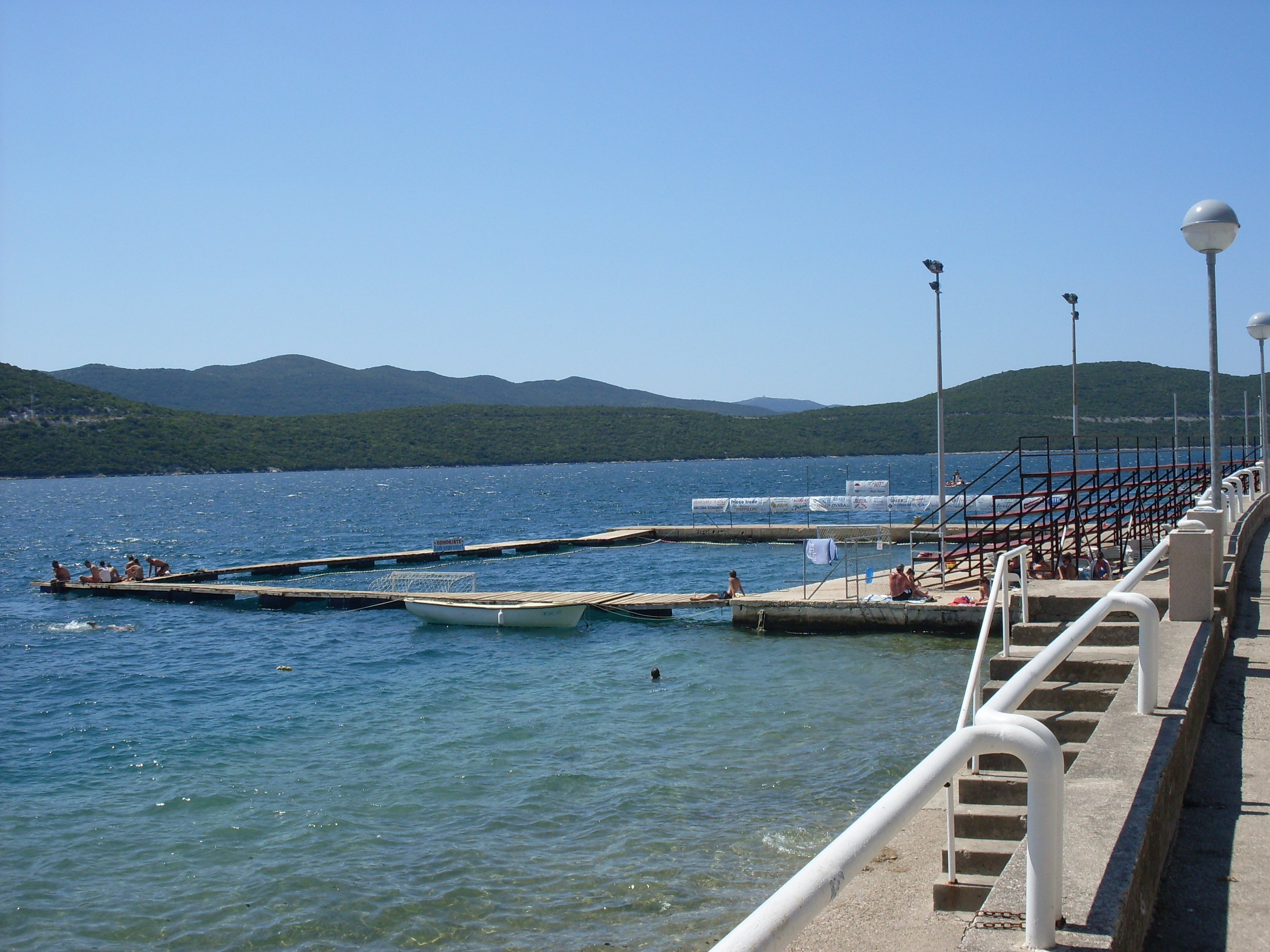
Waterpolo court in Neum
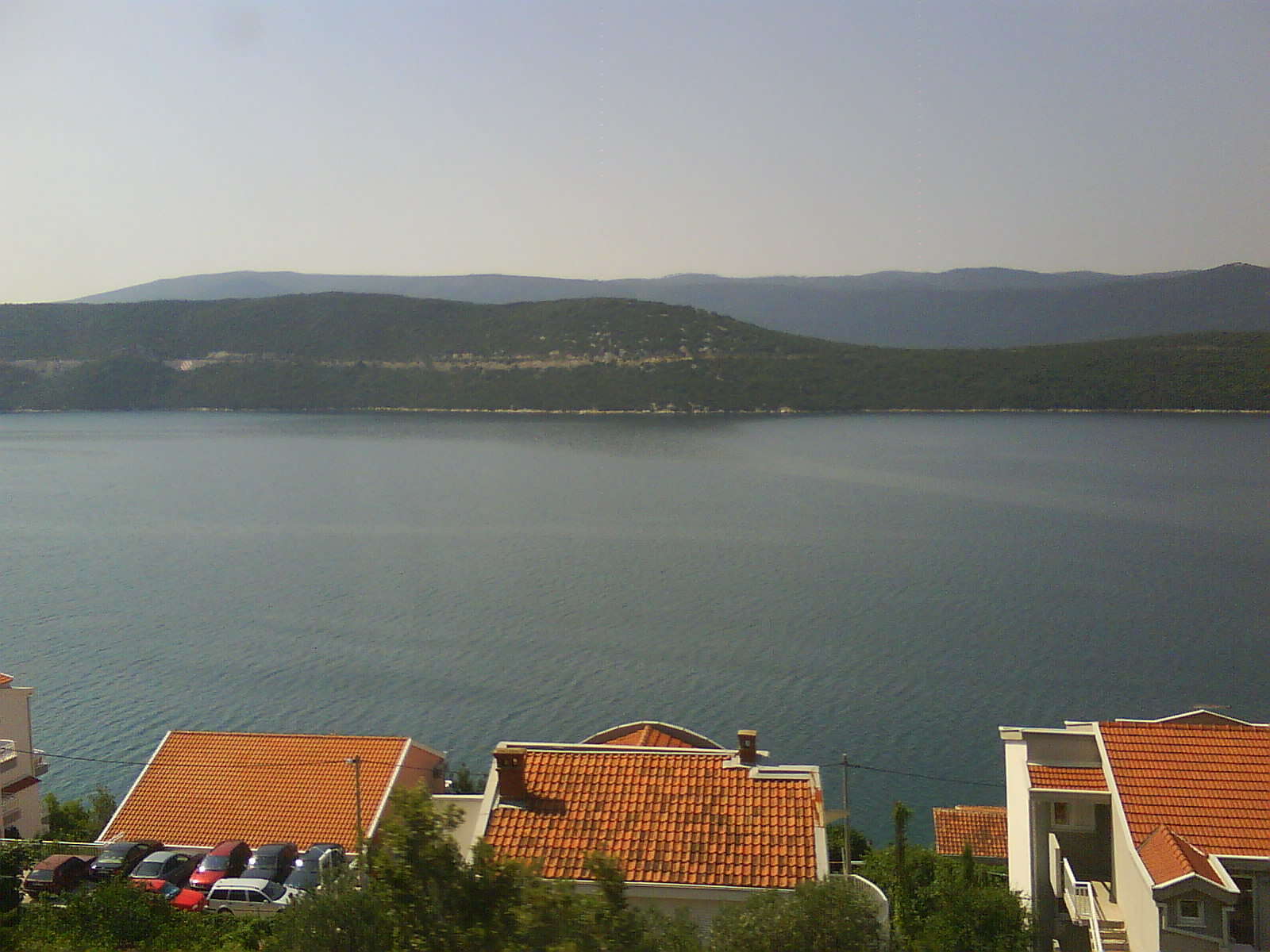
Bay of Neum
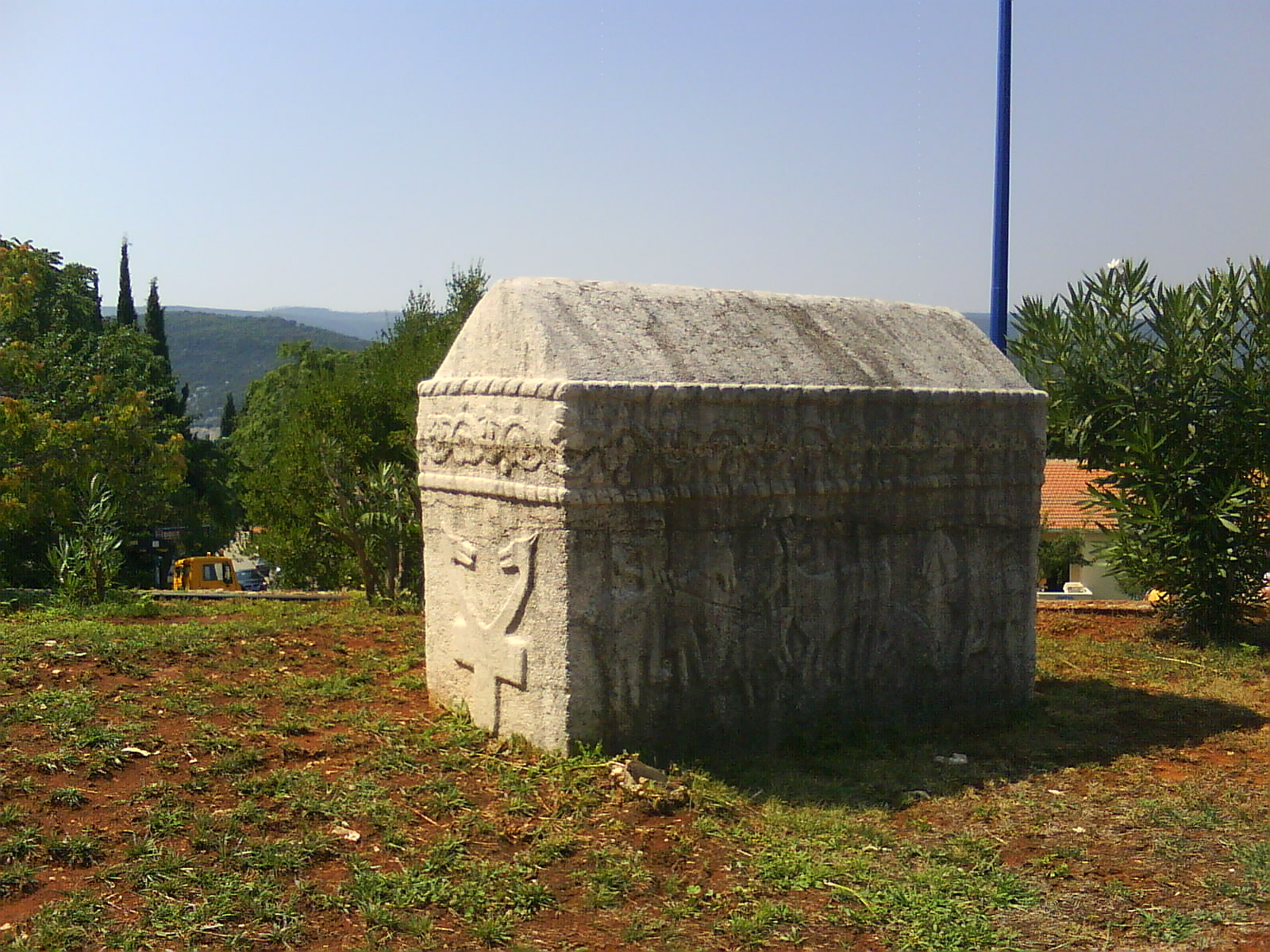
Historical tombsstones ستيتشاك from medieval Bosnia in Neum
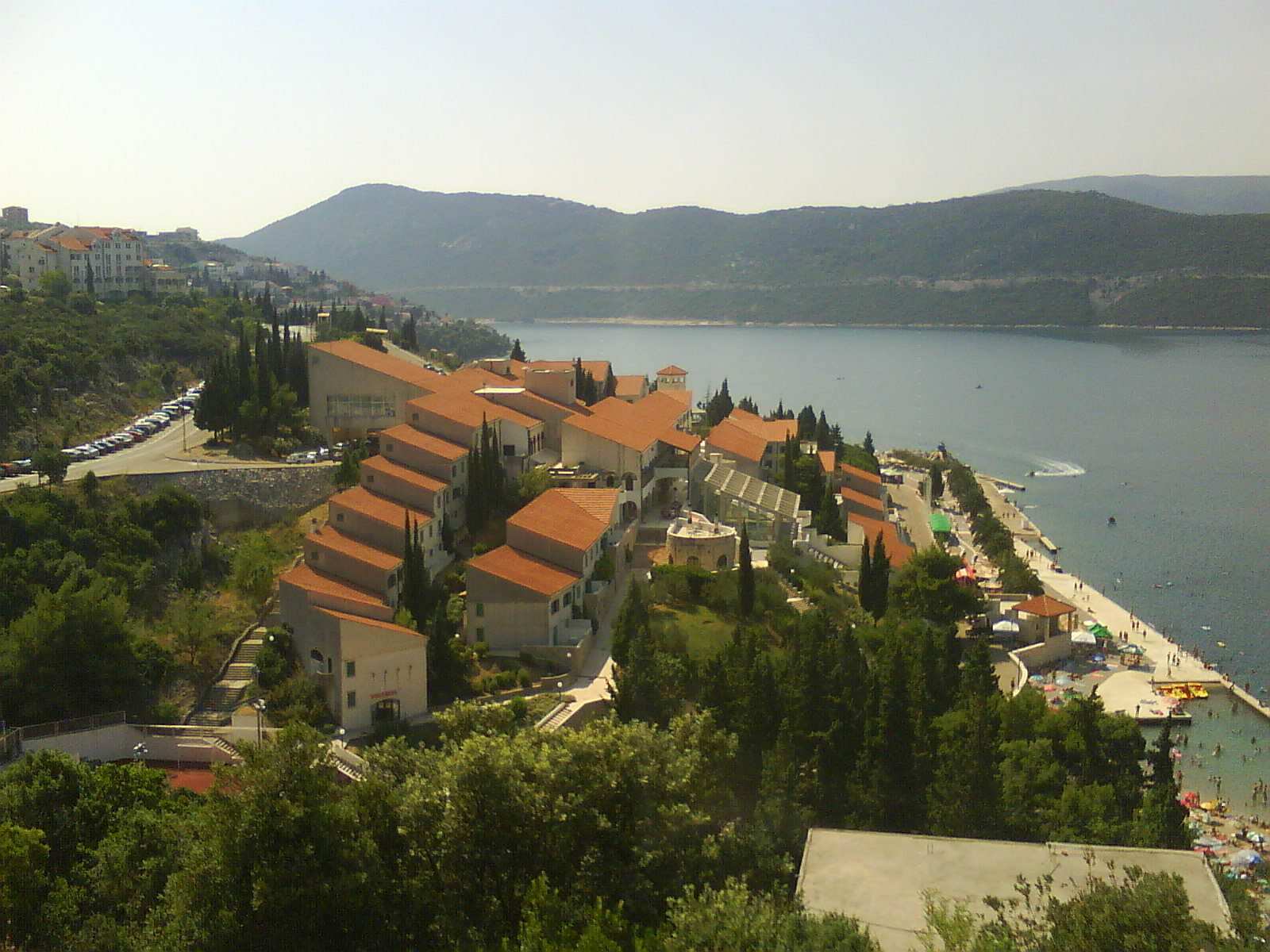
Resorts at the coast
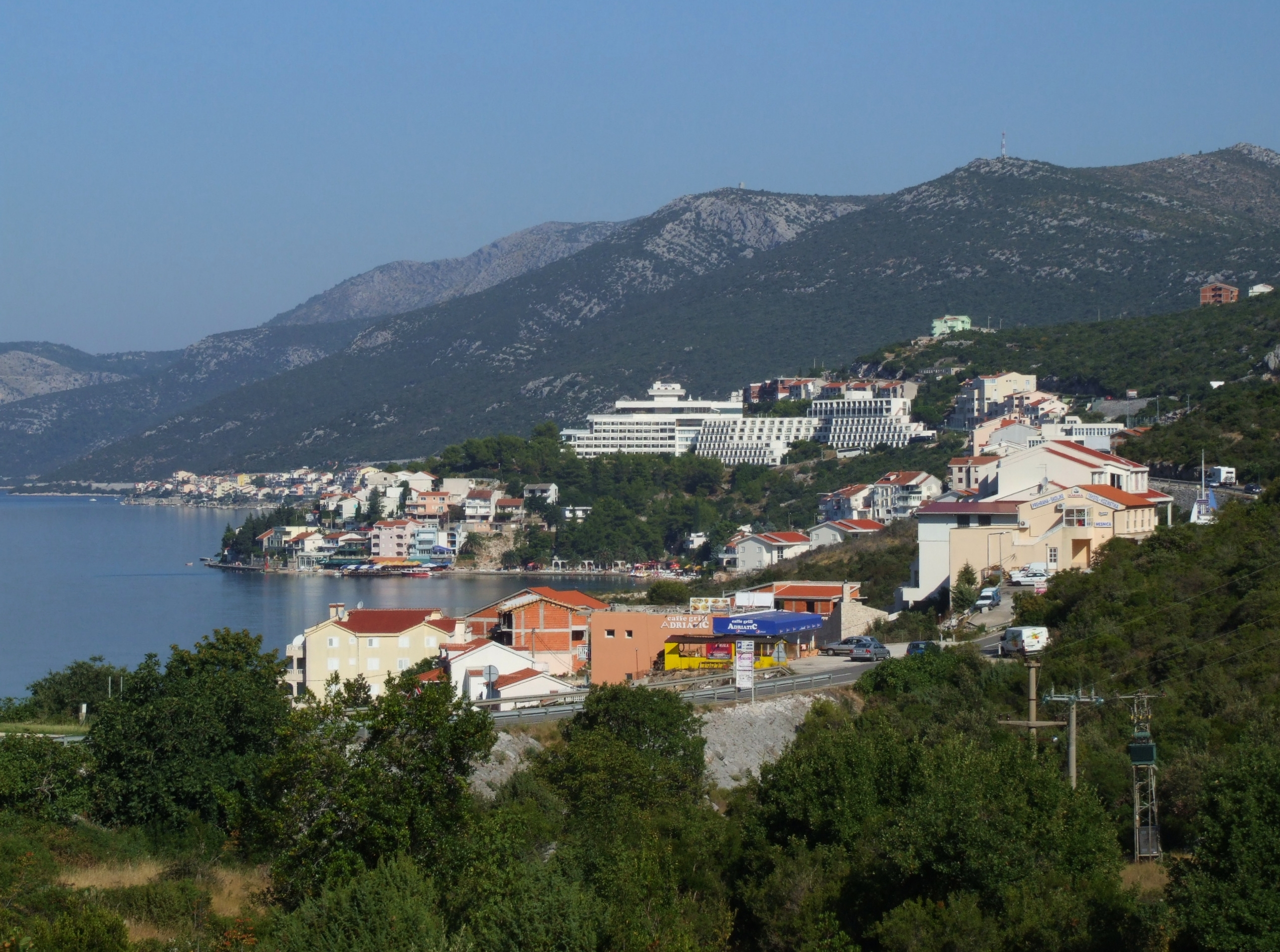
View of Neum

## معرض صور للمدن

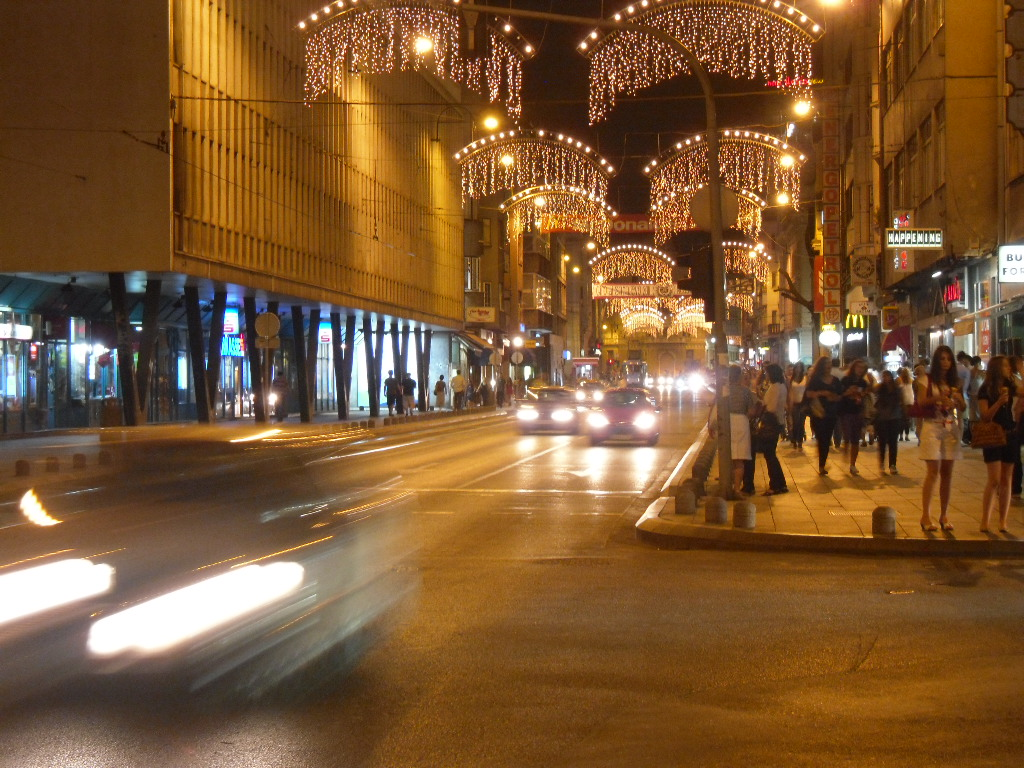
سراييفو by night
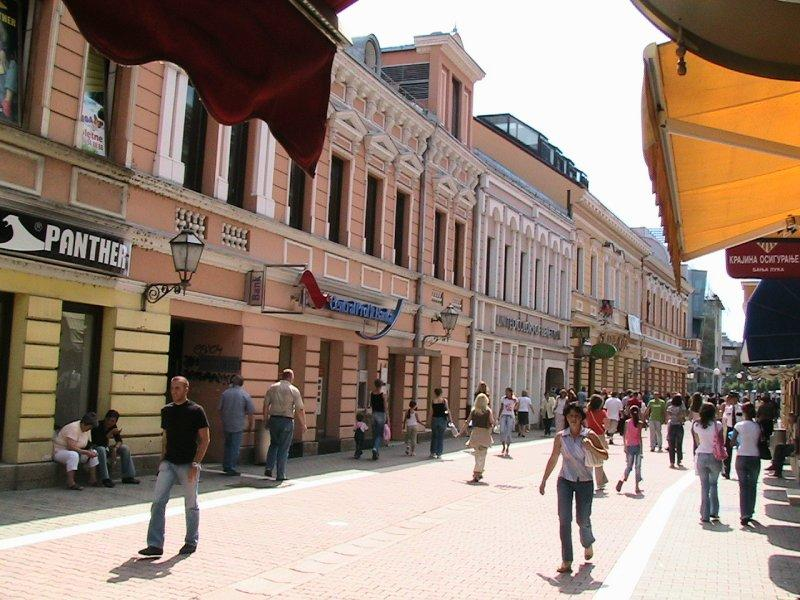
بانيا لوكا, Gospodska street
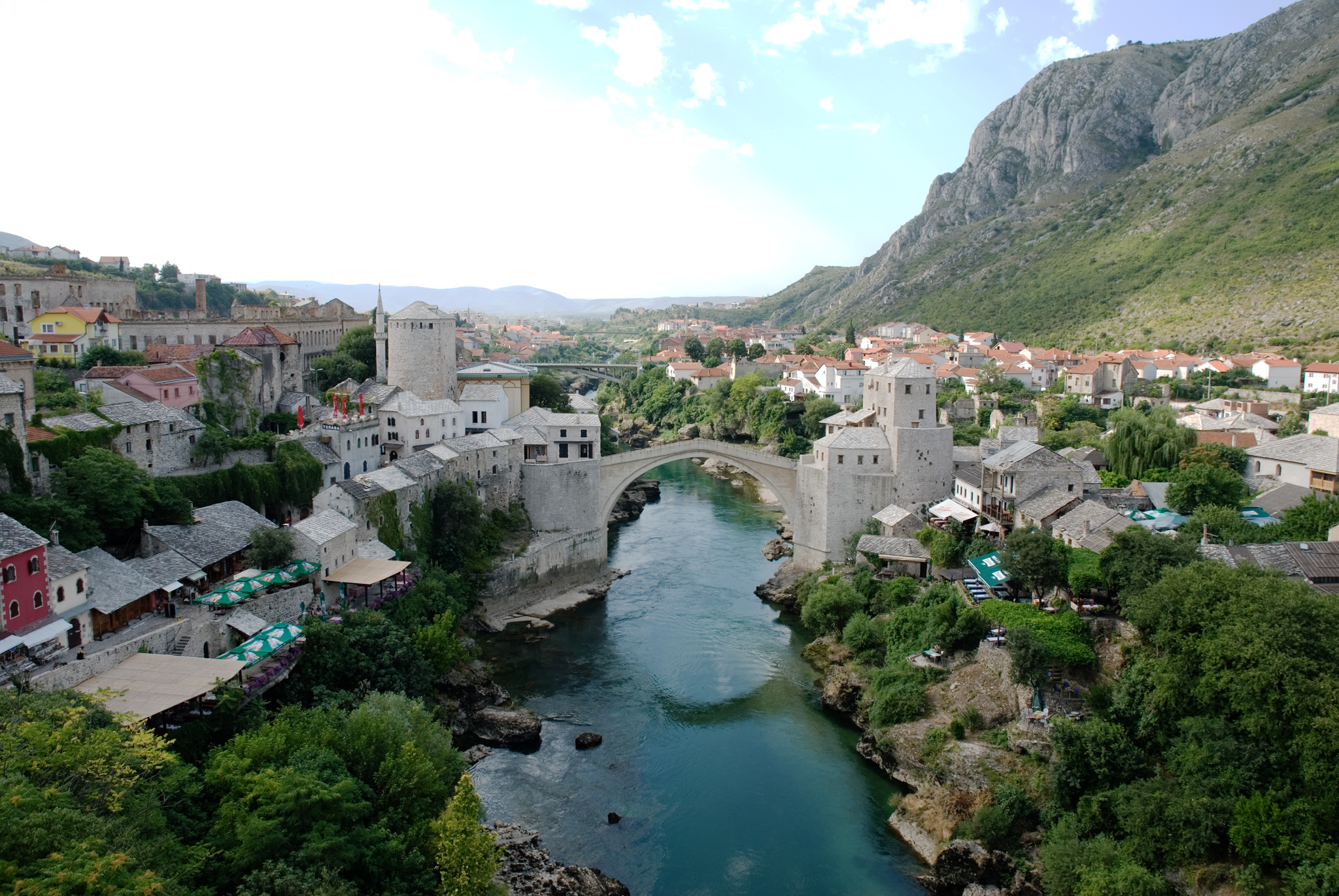
موستار panorama
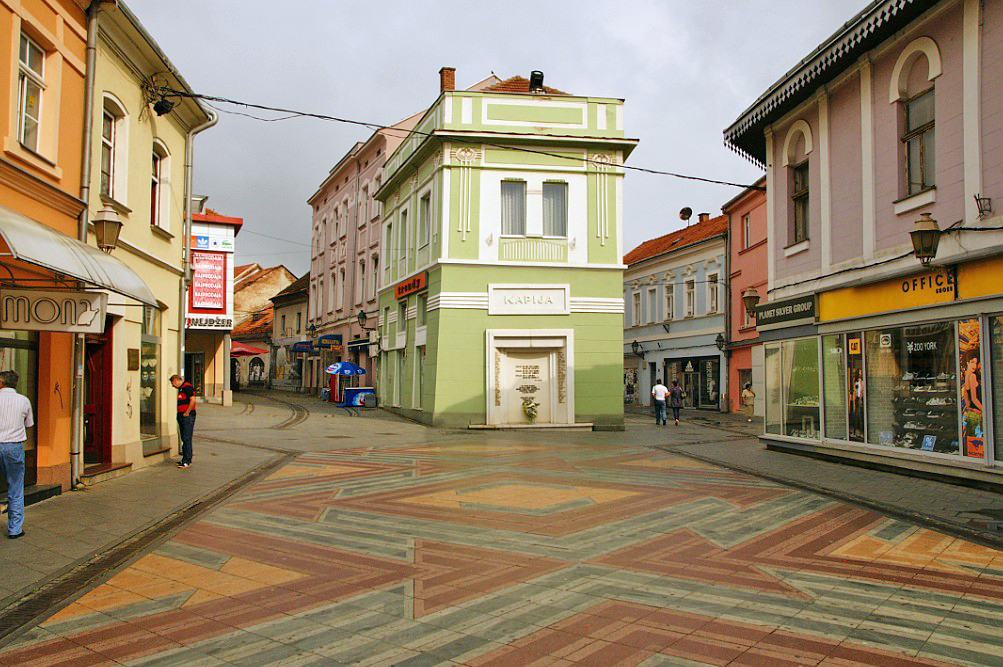
توزلا old town
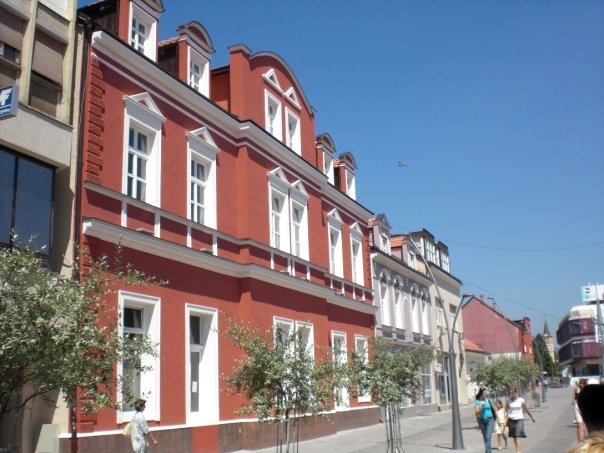
برييدور pedestrian street
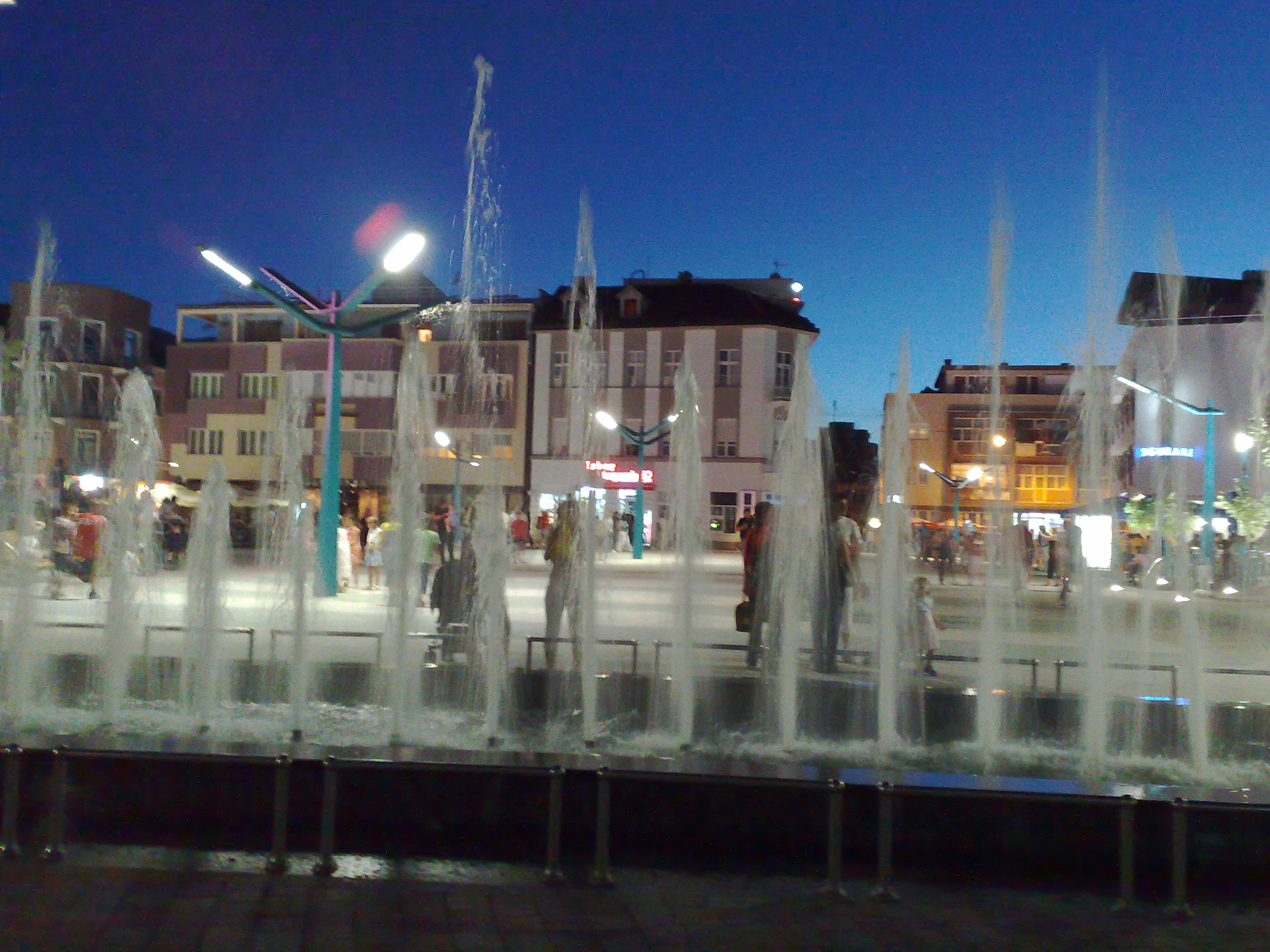
بيخاتش
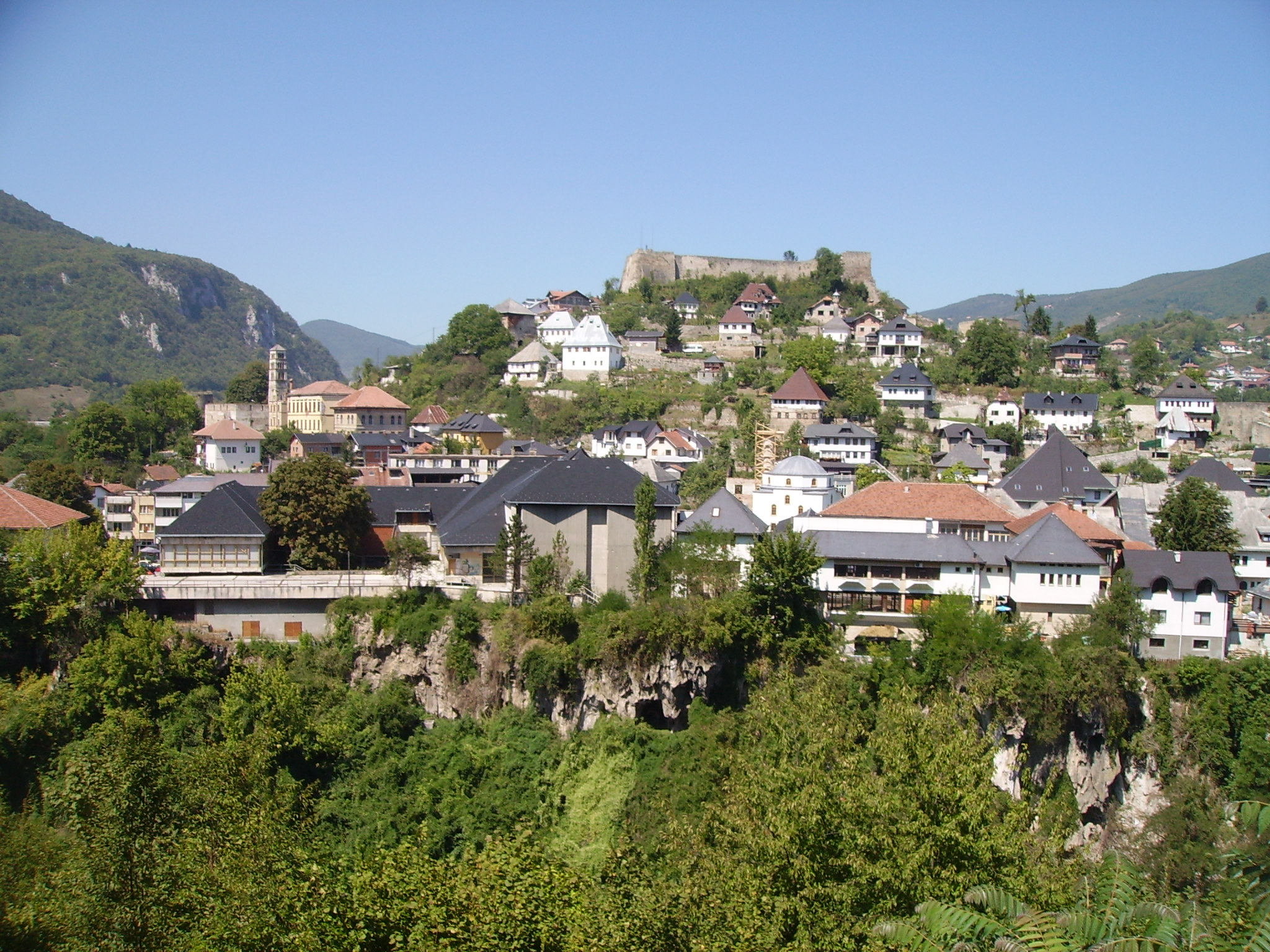
يايتسي
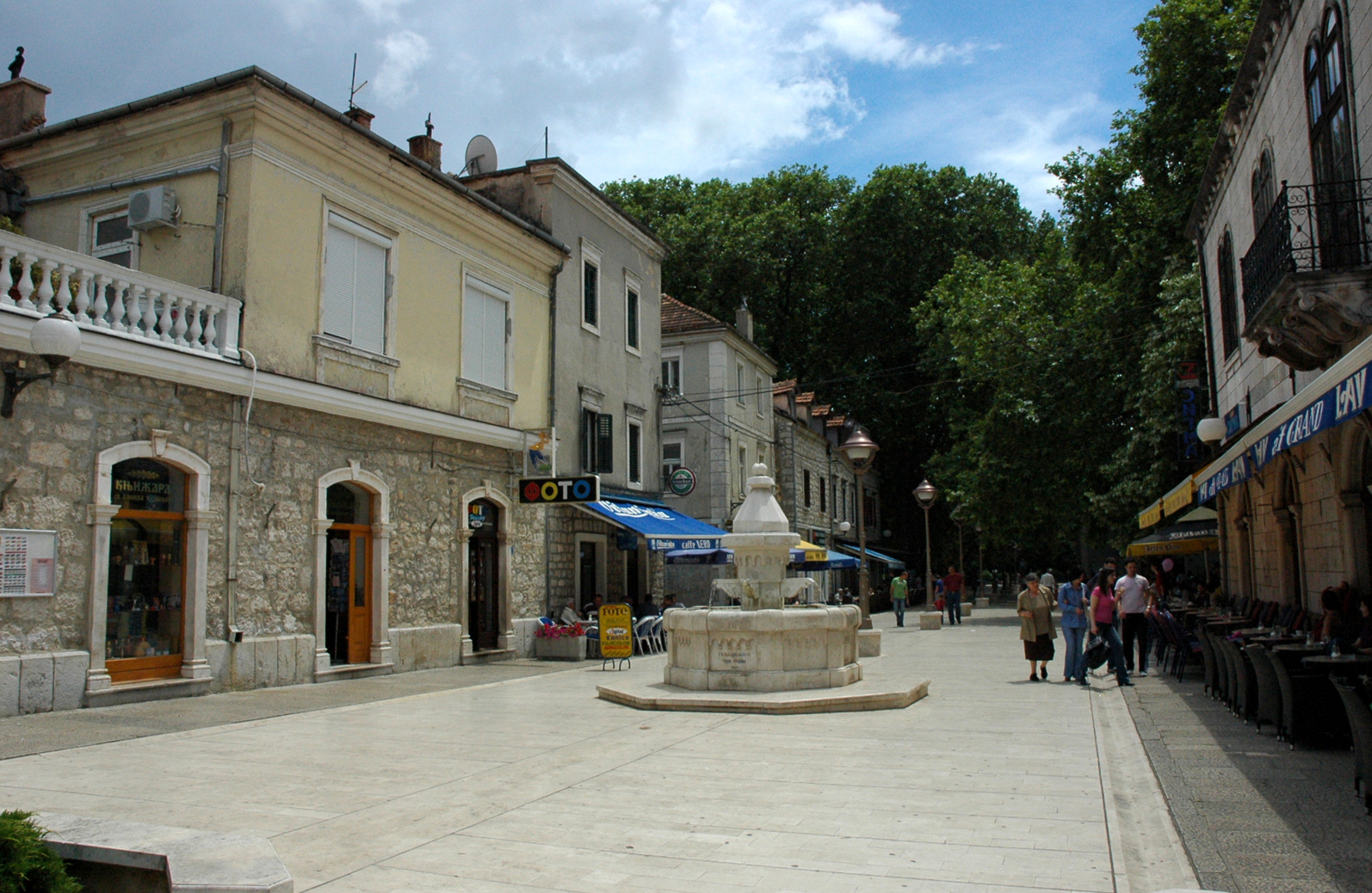
تريبينيي
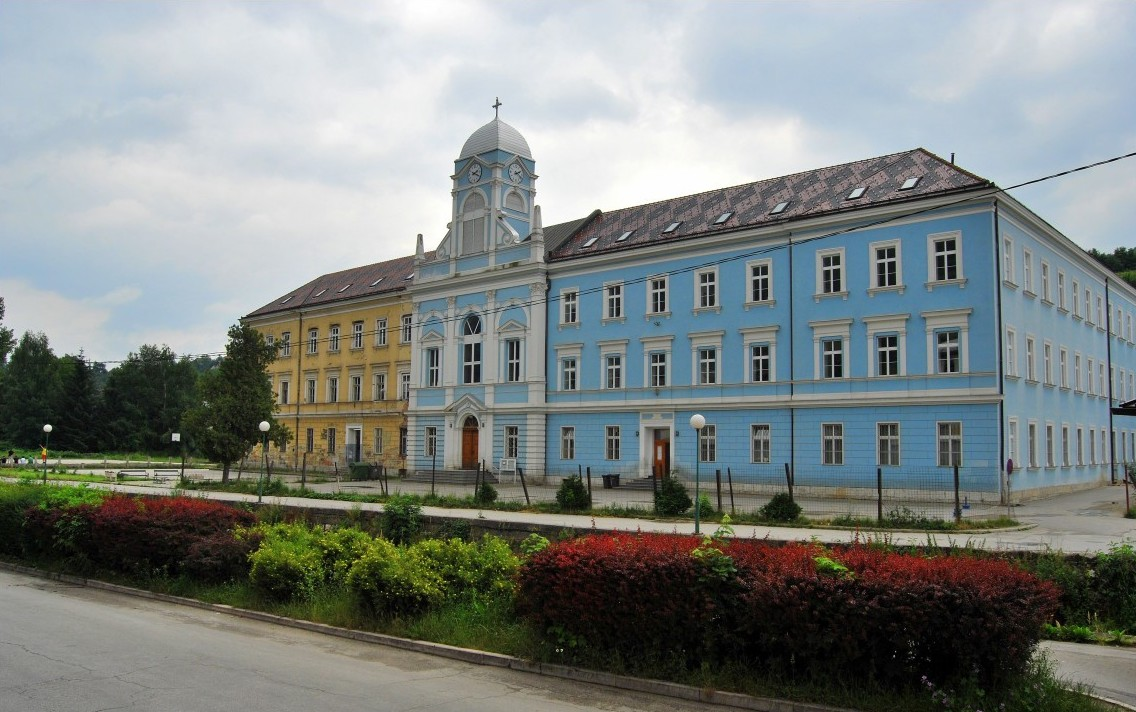
تراونيك, preparatory school

## الإحصاء
عدد السياح في البوسنة والهرسك، السياحة المحلية والأجنبية على حد سواء 
| عام  | الرقم الإجمالي | زيادة | إقامة ليلة وضحاها | زيادة |
| ---- | -------------- | ----- | ----------------- | ----- |
| 2018 | 1.883.772      | 44,1٪ | 3.843.484         | 43,5٪ |
| 2017 | 1.307.319      | 13,7٪ | 2.677.125         | 12,3٪ |
| 2016 | 1.148.530      | 11.6٪ | 2.376.743         | 10.9٪ |
| 2015 | 1.029.000      | 21.5٪ | 2.143.118         | 25.2٪ |
| 2014 | 846,581        | 0,3٪  | 1.711.480         | -6,1٪ |
| 2013 | 844,189        | 12,9٪ | 1.822.927         | 10,8٪ |
| 2012 | 747,827        | 9,0٪  | 1.645.521         | 9,4٪  |
| 2011 | 686,148        | 4,5٪  | 1.504.205         | 6,2٪  |
| 2010 | 656,333        | 5٪    | 1.416.691         | 11,7٪ |

عدد السياح في سراييفو 
| عام  | الرقم الإجمالي | زيادة | إقامة ليلة وضحاها | زيادة |
| 2018 | 642,503        | 34,7٪ | 1.263.456         | 36,5٪ |
| ---- | -------------- | ----- | ----------------- | ----- |
| 2017 | 476,873        | 17,1٪ | 925545            | 12,6٪ |
| 2016 | 407,339        | 11,8٪ | 821,357           | 18,5٪ |
| 2015 | 363,818        | 17,8٪ | 691,990           | 15,4٪ |
| 2014 | 308,907        | 2,1٪  | 599,533           | 0,7٪  |
| 2013 | 302,570        | 17,9٪ | 595,637           | 18٪   |
| 2012 | 256,628        | 10,8٪ | 504,929           | 12,9٪ |
| 2011 | 231,537        | 10,5٪ | 447267            | 13,7٪ |
| 2010 | 209,525        | 13,9٪ | 393,494           | 12,4٪ |

في عام 2018، بلغ عدد الدول التي يزيد عدد زوارها عن 10.000 زائر 23 دولة.
قائمة الدول التي يأتي منها أكثر من 10.000 زائر:
| الترتيب | البلد                    | 2019 | 2018      | 2017    |
| ------- | ------------------------ | ---- | --------- | ------- |
| 1       | كرواتيا                  | -    | 116.823   | 96.965  |
| 2       | صربيا                    | -    | 88.797    | 77.867  |
| 3       | تركيا                    | -    | 85.416    | 90.749  |
| 4       | سلوفينيا                 | -    | 65.002    | 55.527  |
| 5       | الصين                    | -    | 58.235    | 31.780  |
| 6       | ألمانيا                  | -    | 50.402    | 34.612  |
| 7       | كوريا الجنوبية           | -    | 45.388    | 52.056  |
| 8       | إيطاليا                  | -    | 44.979    | 43.718  |
| 9       | بولندا                   | -    | 39.551    | 39.811  |
| 10      | الإمارات العربية المتحدة | -    | 35.255    | 33.896  |
| 11      | السعودية                 | -    | 30.930    | 24.402  |
| 12      | الولايات المتحدة         | -    | 28.187    | 25.926  |
| 13      | النمسا                   | -    | 26.560    | 23.889  |
| 14      | فرنسا                    | -    | 20.282    | 15.851  |
| 15      | ماليزيا                  | -    | 18.779    | 14.215  |
| 16      | الجبل الأسود             | -    | 16.923    | 14.190  |
| 17      | هولندا                   | -    | 15.740    | 13.109  |
| 18      | المجر                    | -    | 15.070    | 11.962  |
| 19      | إسبانيا                  | -    | 14.292    | 10.473  |
| 20      | المملكة المتحدة          | -    | 14.202    | 12.715  |
| 21      | السويد                   | -    | 12.550    | 12.320  |
| 22      | عمان                     | -    | 11.397    | 14.052  |
| 23      | سويسرا                   | -    | 10.983    | 9.858   |
|         | Total foreign tourists   | -    | 1.052.892 | 923.221 |

## روابط خارجية
- البوسنة والهرسك موقع ترويجي من قبل جمعية السياحة في اتحاد البوسنة والهرسك
- البوسنة السياحة - دليل شامل
- بانيا لوكا دليل السفر - تطبيق الروبوت
- رحلة ميدوغوريه النهارية «Medjugorje هي المكان الذي تمس فيه السماء الأرض.»
- هايلاندر مغامرات الطبيعة السياحة في البوسنة